# Благовещенский собор Казанского кремля
Благовещенский собор Казанского кремля (собор Благовещения Пресвятой Богородицы, тат. Ару хәбәр чиркәве) — православный храм в Казани, памятник русской архитектуры XVI века.
С 1552 по 1918 год собор был кафедральным храмом Казанской епархии Русской церкви (в настоящее время кафедральным является Казанский собор Богородицкого монастыря), здесь веками совершались рукоположения священников, а с конца XIX века и хиротонии епископов (здесь были посвящены в епископский сан Антоний (Храповицкий), Андрей (Ухтомский)).
Благовещенский собор Казанского кремля — самый удалённый образец псковской архитектурной школы и самый древний из сохранившихся памятников истории и архитектуры в ансамбле кремля и города. Крестово-купольный храм с пятью главами на шести столпах и тремя алтарными апсидами, собор изначально воссоздавал планировку и облик Успенского собора Московского Кремля, подчёркивая новый статус Казани. В подклете собора нашли упокоение многие казанские архипастыри, таким образом, Благовещенский собор для Казанского кремля имел то же значение, что и Ризоположенский собор для Московского Кремля.
Несмотря на позднейшие реконструкции, исконный псковский стиль собора прочитывается в полосе типично псковского орнамента, опоясывающей основание центральной главы, и аркатурном поясе, украшающем апсиды.

## История

### XVI век
Первоначально на месте каменного собора была возведена деревянная церковь, освящённая 6 октября 1552 года в честь Благовещения Пресвятой Богородицы. Три года спустя была учреждена Казанская епархия, на новую кафедру с возведением в сан архиепископа был назначен игумен Селижарова монастыря Гурий Руготин. Маленькая деревянная церковь уже не могла служить центром епархии, охватывавшей огромную территорию, включая Сибирь, и через девять лет, в 1561 году, по указу царя Ивана Васильевича из Пскова прибыли 80 каменщиков во главе с Постником Яковлевым и Иваном Ширяем по прозванию Барма, строителями храма Василия Блаженного. Храм строили из волжского известняка, камень добывали на противоположном, высоком берегу Волги. 15 августа 1562 года храм был освящён архиепископом Казанским Гурием.
Новый белокаменный крестовокупольный в плане собор первоначально имел в длину 18 сажень, в ширину 7 сажень 2 аршина, почти в 2 раза меньше современного храма, расширившегося в результате нескольких реконструкций. Стены имели килевидные завершения и заканчивались закомарами. Свод покоился на шести круглых, как в Успенском соборе Московского кремля, столпах. Вместо традиционных парусных переходов центральный купол поддерживали тромпы.
Купола собора в XVI веке имели шлемовидную форму. В конце XVI века к храму были пристроены боковые приделы: северный во имя св. Петра и Февронии муромских и южный во имя св. князей Бориса и Глеба, соединённые папертью, которая огибала центральный кубовидный объём собора.

### XVII век
В 1694 году узкие окна Благовещенского собора были расширены.
За свою многовековую историю собор неоднократно горел — в 1596, 1672, 1694, 1742, 1749, 1757 годах. В 1742 году мощи Св. Гурия даже выносились за канал Булак. Несмотря на пожары сохранился фрагмент древней фресковой живописи, которой был украшен весь храм в XVI—XVII веках — это образ Казанской Божией Матери в алтарной апсиде, который был открыт в ходе реставрации в 1990-х годах.

### XVIII век
Реставрация 1736 года
В XVIII ряд переделок изменил облик собора.
В 1736 году шлемовидные купола были заменены на луковичные, а центральный купол получил завершение в стиле украинского барокко, так называемая «баня»; с западной стороны собора пристроили одноэтажную трапезную и крыльцо с лестницей. В таком виде собор запечатлён на гравюрах В. Турина, А. Дюрана, Э. Турнерелли, сделанных до новой реконструкции 1841 года.

### XIX век — начало XX века
Реставрация 1841 года

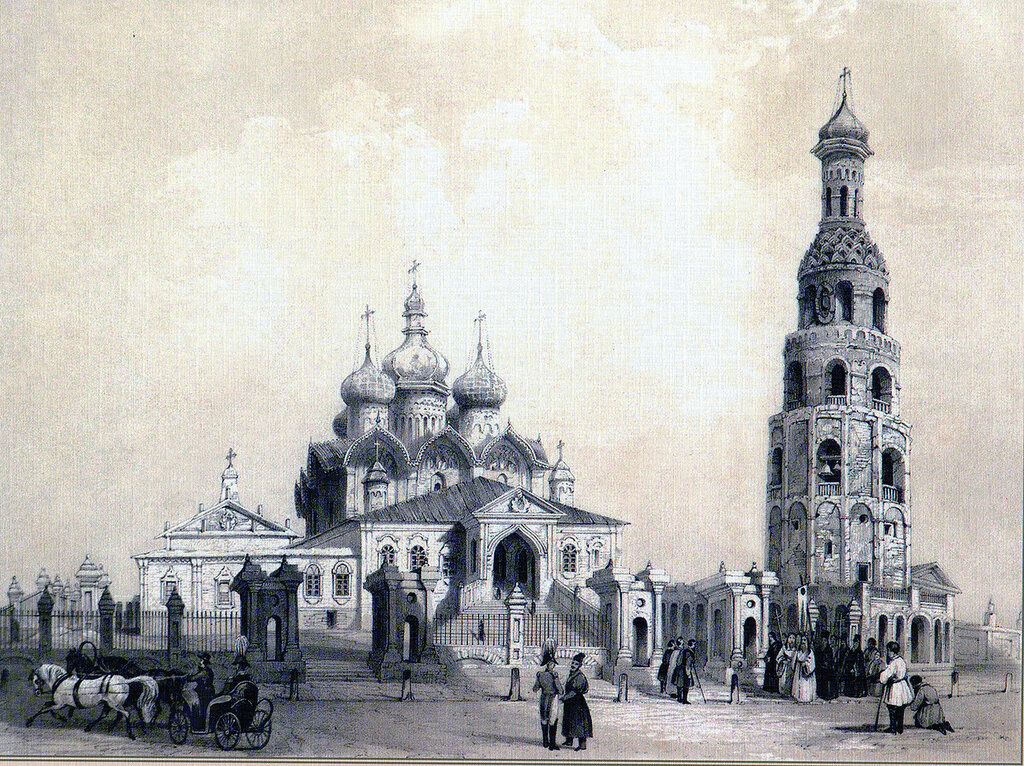
Благовещенский собор в 1837 г., рисунок и литография Э. Турнерелли

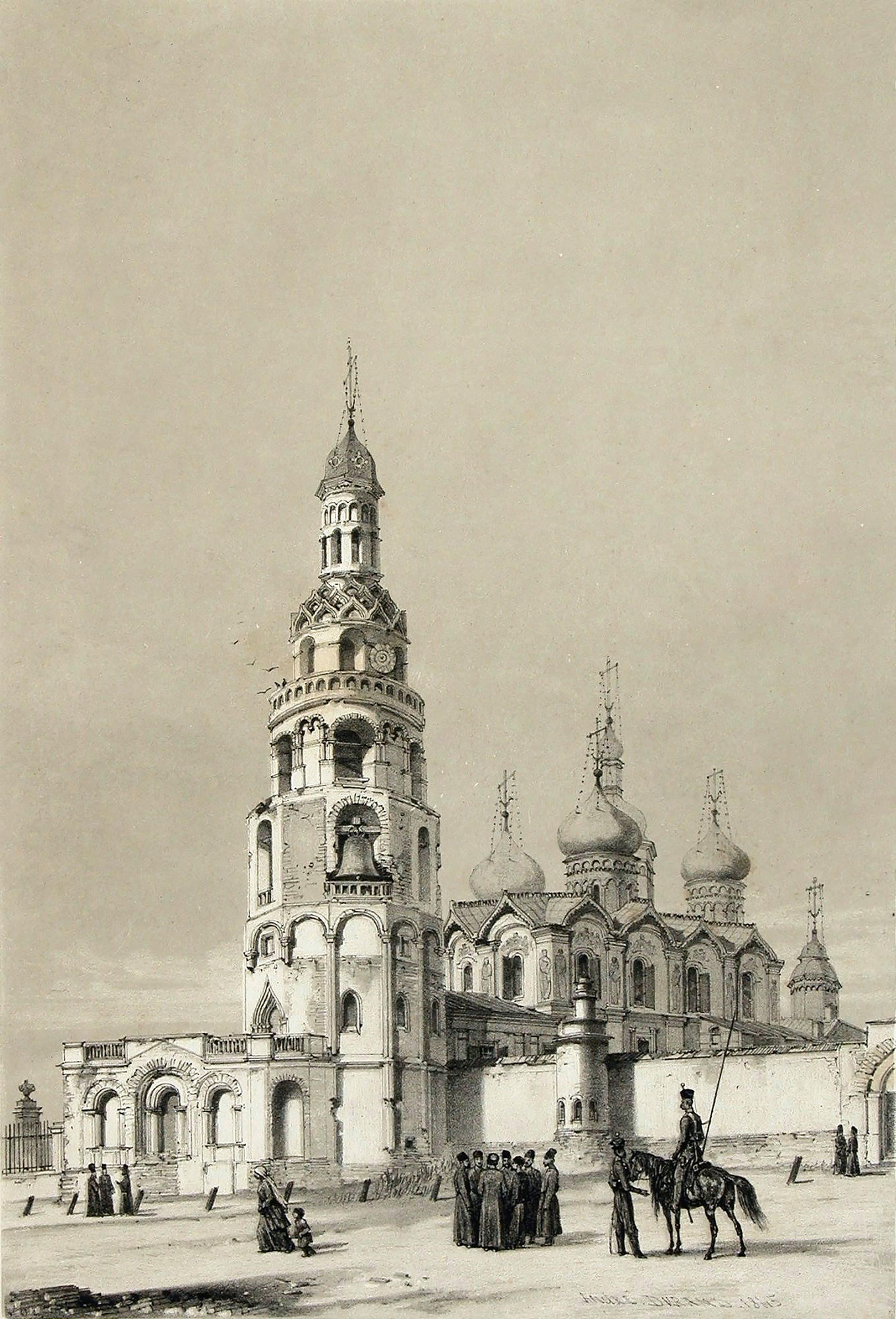
Благовещенский собор в 1837—1839 гг., литография А. Дюрана 1845 года

Городской пожар 3—4 сентября 1815 года сильно повредил Благовещенский собор, простоявший два года после пожара в запустении. В пожаре сгорел и весь губернский архив, хранившийся в храме. Казанский историк Пинегин так описывает это событие: «3 сентября 1815 г. в Казани произошел восьмой по счету крупный пожар в истории города, истребивший 166 улиц с переулками и в них 1179 домов. Выгорел кремль и лучшие части города. В этом пожаре погибли ценные в историческом отношении казанские архивы».
Реставрацию собора начал архиепископ Амвросий (Протасов). Резьбу для нового иконостаса выполнил московский мастер Быковский. Окраску и позолоту иконостаса выполнил московский мещанин Гавриил Львов. иконы для нового иконостаса были написаны учителем Казанского народного училища, коллежским регистратором Василием Степановым Туриным.
19 июня 1821 года состоялось торжественное освящение обновленного храма.
Рядом с собором стояла церковь Рождества Христова, построенная при митрополите Казанском Маркелле в 1694 году. К 1821 году храм сильно обветшал, в связи с чем техническая комиссия предложила разобрать церковь и построить новый теплый храм. Император Николай I, посетивший Благовещенский собор 20 августа 1836 года, предложил на месте Рождественского храма выстроить новую теплую трапезную Благовещенского собора, расширив его на запад. В 1841 году император утвердил проект казанского губернского архитектора (1834—1844) Фомы Петонди (1794—1874), по которому собор был расширен на запад, север и юг, для чего были снесены одноэтажная трапезная и старое крыльцо.
Бывшие приделы стали частью главного храма, были выстроены два теплых придела, отделенных от главного храма стенами и имевших отдельные входы. Левый был освящен в честь Рождества Христова, в память о разобранном храме XVII века, а правый — во имя Бориса и Глеба. В новой двухсветной трапезной была устроена лестница на хоры.
С тех пор облик собора не изменился, если не считать построенного по проекту Фомы Петонди крыльца собора, снесенного после революции, и уничтоженной большевиками колокольни.
По указанию императора Николая I были также выделены средства для восстановления Архиерейского дома, и уже в 1841 году архиепископ Казанский и Свияжский Владимир Ужинский переехал из Воскресенского Иерусалимского монастыря в кремль.
Реставрация 1855 года
24 августа 1842 года в Казани снова бушевал пожар, пострадали почти все городские храмы, Петропавловский собор, сгорел комплекс зданий духовной семинарии, семинария была переведена в здание Казанского духовного училища, а училище переведено в Свияжский Успенский монастырь. Благовещенский собор, расширение которого завершилось лишь два года назад, вновь нуждался в ремонте. Уже через два года храм был восстановлен. В 1855 году были поновлены иконы в 5-ярусном иконостасе, для чего был приглашен владимирский иконописец Тимофей Гагаев (спустя десять лет также поновивший иконостас Петропавловского собора). Очередное поновление было выдержано в византийском стиле.
После реконструкции середины XIX века иконостас выглядел так: в нижнем, местном ряду, по правую сторону от царских врат иконы Господа Вседержителя сидящего на престоле, Святой Троицы, сошествия Господа Иисуса Христа во ад и Воскресения Христова; по левую — Благовещения Пресвятой Богородицы, Рождества Христова, Святителя Гурия. Все иконы были в серебряных ризах. На южных и северных дверях были изображены архангелы Гавриил и Михаил. Во втором ярусе 12 праздников, а в центре над бронзовыми царскими вратами — Тайная вечеря. В третьем, деисусном ряду в центре — Вседержитель, по сторонам предстоящие Божия Матерь, Иоанн Предтеча и двенадцать апостолов; в четвёртом, пророческом ряду в центре — Знамение Божией Матери и шестнадцать пророков по сторонам; в пятом праотеческом ряду в центре — Господь Саваоф с предстоящими по сторонам праотцами. Иконостас венчал крест. Три иконы деисусного ряда иконостаса находятся сейчас в экспозиции Музея изобразительных искусств Республики Татарстан: это древний образ предстоящего апостола Павла XVI века, тонкого одухотворенного письма, и позднейшие иконы святого Георгия и святого митрополита Алексия Московского, датируемые XVIII веком, написанные также в каноническом стиле, но в достаточно примитивной провинциальной манере.

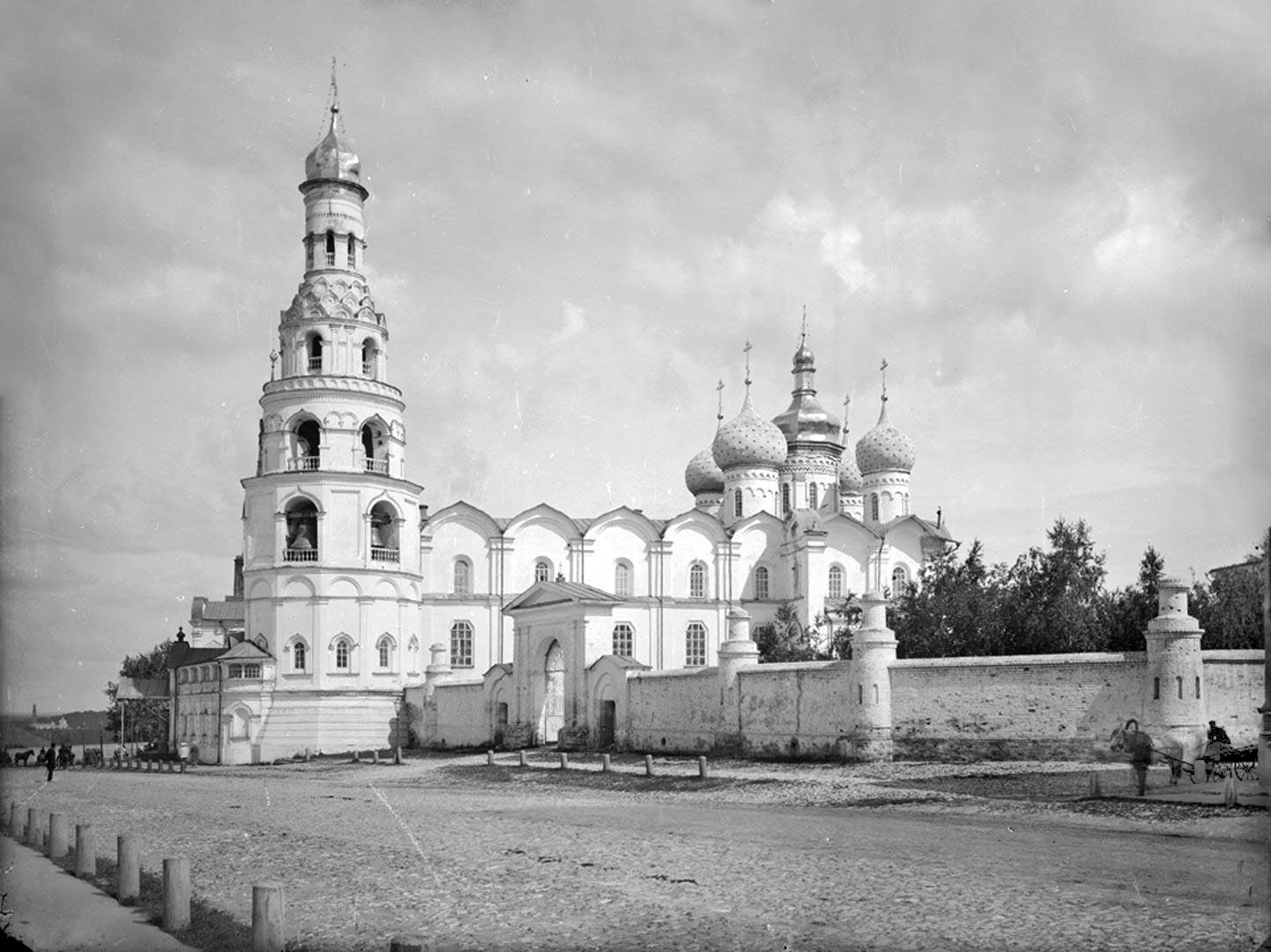
Собор с колокольней в середине 1890-х годов

Раскрытые в ходе реставрации рубежа XX—XXI веков фрески собора общей площадью несколько тысяч квадратных метров, были написаны артелью известного иконописца Вязниковского уезда Владимирской губернии Н. Л. Софонова, расписавшего многие храмы в XIX веке. Подробнейший план росписи с указанием и расположением всех сюжетов составил архиепископ Казанский и Свияжский (с 16 апреля 1867 года по 8 ноября 1879 года) Антоний (Амфитеатров), который лично контролировал работу артели.
Своды новой пристроенной с запада теплой трапезной части собора были украшены уникальным циклом росписей, связанным с историей Казани. Фрески изображают: обретение и прославление чудотворной Казанской иконы Божией Матери; рукоположение митрополитом Московским Макарием архиепископа Казанского Гурия; обретение митрополитом Ермогеном (будущим патриархом) святых мощей святителей Гурия и Варсонофия, также на стенах собора изображены святые, которым были посвящены казанские храмы, в том числе святые Киприан и Иустиния, Кизические мученики, благоверные князья Феодор, Давид и Константин.
В 1892 году ключарём, а позже и настоятелем храма стал протоиерей Андрей Поликарпович Яблоков, выпускник Казанской духовной академии, оставивший подробное описание собора.
 Реконструкция 1909 года
Следующая капитальная реконструкция собора была проведена в 1906—1909 годах. По проекту казанского епархиального архитектора (1894—1912) Федора Николаевича Малиновского (1864-?) пол на солее и в алтаре был выложен узорчатой мраморной плиткой, сохранившейся до настоящего времени, поновлена стенная живопись. В храме было устроено паровое отопление и электрическое освещение. После реконструкции левый придел был освящен во имя святителя казанского Гурия.

### В советское время
В ходе боёв за Казань в начале сентября 1918 года большевики прямой наводкой стреляли по кремлю из пушек, установленных на холме порохового завода, вследствие чего все пять куполов собора были разрушены прямыми попаданиями снарядов (внешний облик был воссоздан только в ходе реставрации собора в 1973—1984 годах). Овладев городом, большевики закрепились в кремле, объявив его военным городком: вход для горожан был закрыт, все организации выселены, все 7 кремлёвских церквей — закрыты. Епархиальное управление по распоряжению временно управляющего епархией епископа Анатолия (Грисюка) было перенесено из архиерейского дома в кремле в Иоанно-Предтеченский монастырь. Роль кафедрального собора стал выполнять самый большой храм Казани — Казанский собор Богородицкого монастыря. Верующим позволили вынести из собора только раку мощей святителя Гурия и несколько икон. Мощи перенесли в храм Николы Тульского Казанско-Богородицкого женского монастыря. После закрытия монастыря мощи были перенесены в Петропавловский собор (ныне в церкви Ярославских чудотворцев на Арском кладбище, частица святых мощей вложена в воссозданную раку святителя в Благовещенском соборе).
Собрание икон, литургических сосудов, мелкой пластики, шитья, рукописных и старопечатных книг и другой церковной утвари было разграблено большевиками, многие ценности пропали бесследно. Сохранилось только три иконы из иконостаса (в музее ИЗО Казани), малая часть книг в библиотеке КГУ и музее РТ, и часть предметов из ризницы. Часть икон, изъятых из казанских храмов, составила основу отдела древнерусского искусства в Казанском губернском музее (ныне Национальный музей Республики Татарстан); из ризницы Благовещенского собора в музей забрали 85 предметов, уцелевших после разорения собора в первые годы советской власти.
В 1920 году власти позволили в соборе служить обновленцам, но в 1925 году снова закрыли храм и передали музейному отделу. В 1921 году некоторое время ещё действовала домовая церковь во имя святых Гурия, Варсонофия и Германа Казанских бывшего архиерейского дома.
В 1922 году разрушили колокольню. Несколько позднее разломали построенное по проекту архитектора Фомы Петонди крыльцо, ведущее в храм, так что дверь в собор ещё долгое время находилась на 3 метра выше земли. В конце ноября 1923 года архимандрит Питирим (Крылов), настоятель Благовещенского собора, был арестован и сослан на три года в Соловецкий лагерь. В мае 1929 года Казгорсовет просил Президиум ТЦИКа разрешить разбор закрытых церквей, в том числе Благовещенского собора. Через месяц, учитывая острую нужду в строительных материалах Президиум ТЦИК разрешил Горсовету разобрать часть зданий кафедрального собора, к чему дал распоряжение приступить уже 27 июня 1929 года. Несмотря на то, что Государственная Академия Истории Материальной Культуры изучив состояние храма с 23 июня по 14 июля 1929 года нашла состояние кафедрального собора удовлетворительным, секретным постановлением от 26 ноября 1929 года за № 1107/с по вопросу разбора собора, Президиум ТЦИК и НКВД не увидели «необходимости в особом постановлении Президиума, так как церковь давно уже закрыта особым постановлением ТЦИК, и вопрос о разборе является лишь вытекающим из бывшего постановления о ликвидации». В начале марта 1932 года ускоренными темпами начали ломать церковное крыльцо и разбирать на кирпич то, что осталось от колокольни. Но сам собор чудом уцелел.
Вскоре в церкви разместили Госархив ТАССР, устроив внутри четыре яруса деревянных перекрытий. В подвальном храме, служившем некрополем казанских архиереев, устроили овощехранилище, в келье святителя Гурия устроили сторожку.
В 1977—1984 годах была проведена реставрация внешнего облика собора в формах 1841 года, восстановлены купола и барабаны (украинская «баня» и 4 маковки луковичной формы). В 1987 году центральный купол позолотили.
После реконструкций и реставраций от первоначального храма XVI века сохранились центральный объём здания с тремя апсидами и шестью круглыми в сечении массивными столбами, поддерживающими свод: 2 столба в алтаре, 4 в храме. Столбы соединяются арками, образуя 12 сводов. К XVI веку также относятся основания двух боковых каменных приделов и фрагменты фресок.

### Возрождение собора

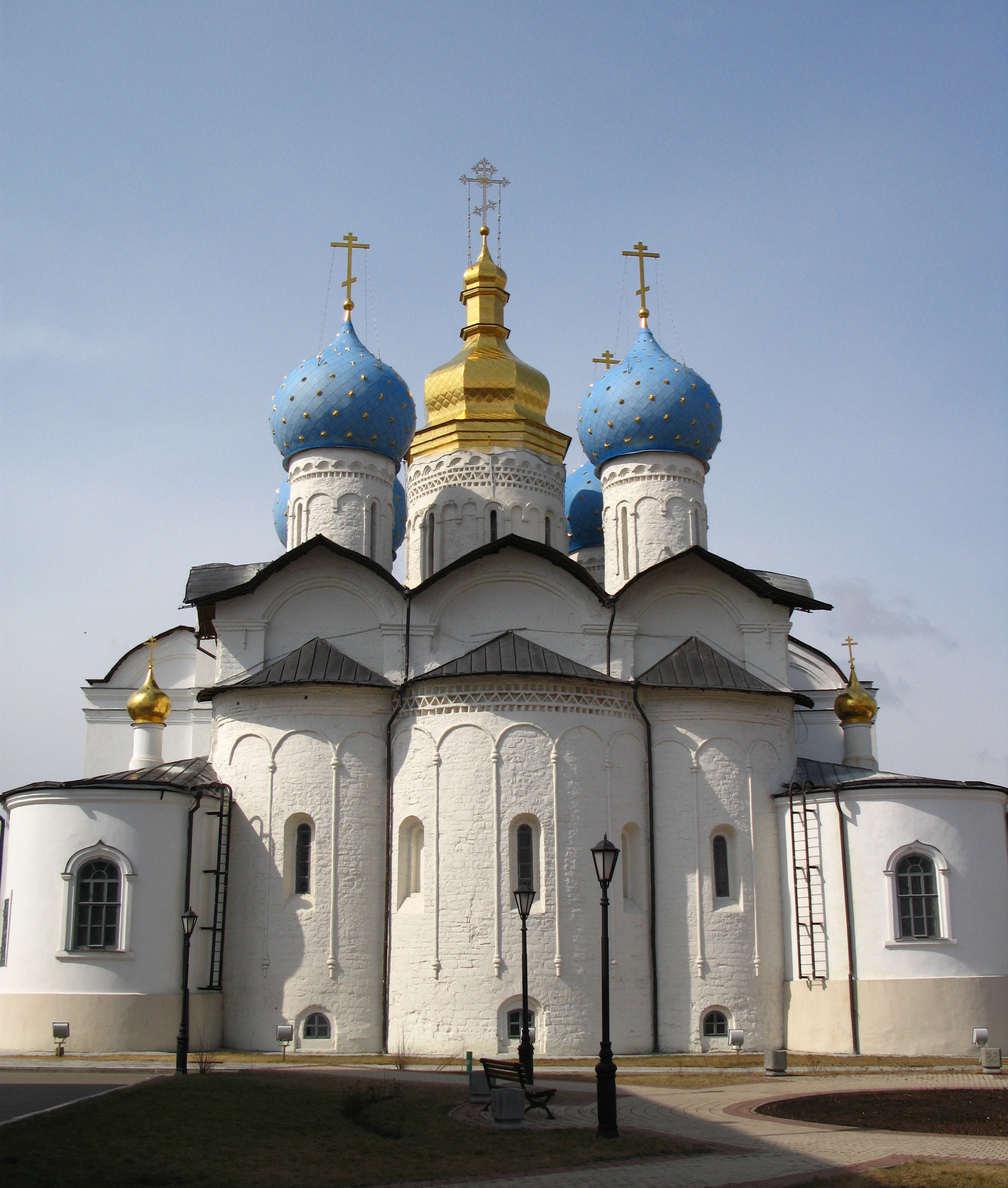
Благовещенский собор, 2009

Указом президента Татарстана Минтимера Шаймиева в 1995 году собор передали в ведение Государственного историко-архитектурного музея-заповедника «Казанский кремль». В 1997 году Государственный архив ТАССР перевели в другое здание.
Для реставрации интерьера собора был создан Фонд финансовой поддержки реставрации Благовещенского собора. Иконописные и живописные работы с 2000 года осуществляло межобластное научно-реставрационное художественное управление при Министерстве культуры Российской Федерации. В работах по воссозданию икон главного иконостаса собора принимала участие бригада московских иконописцев под руководством художника-реставратора высшей категории С. Р. Брагина. Реставрацию завершили в 2005 году, к 450-летию Казанской епархии.
19 июля 2005 года храм был вновь освящён архиепископом Казанским Анастасием. Первую литургию в возрождённом соборе совершил патриарх Алексий II 21 июля 2005 года. Первым настоятелем возрождённого храма был поставлен иеромонах Мефодий, впоследствии настоятель казанского Кизического монастыря.

## Колокольня

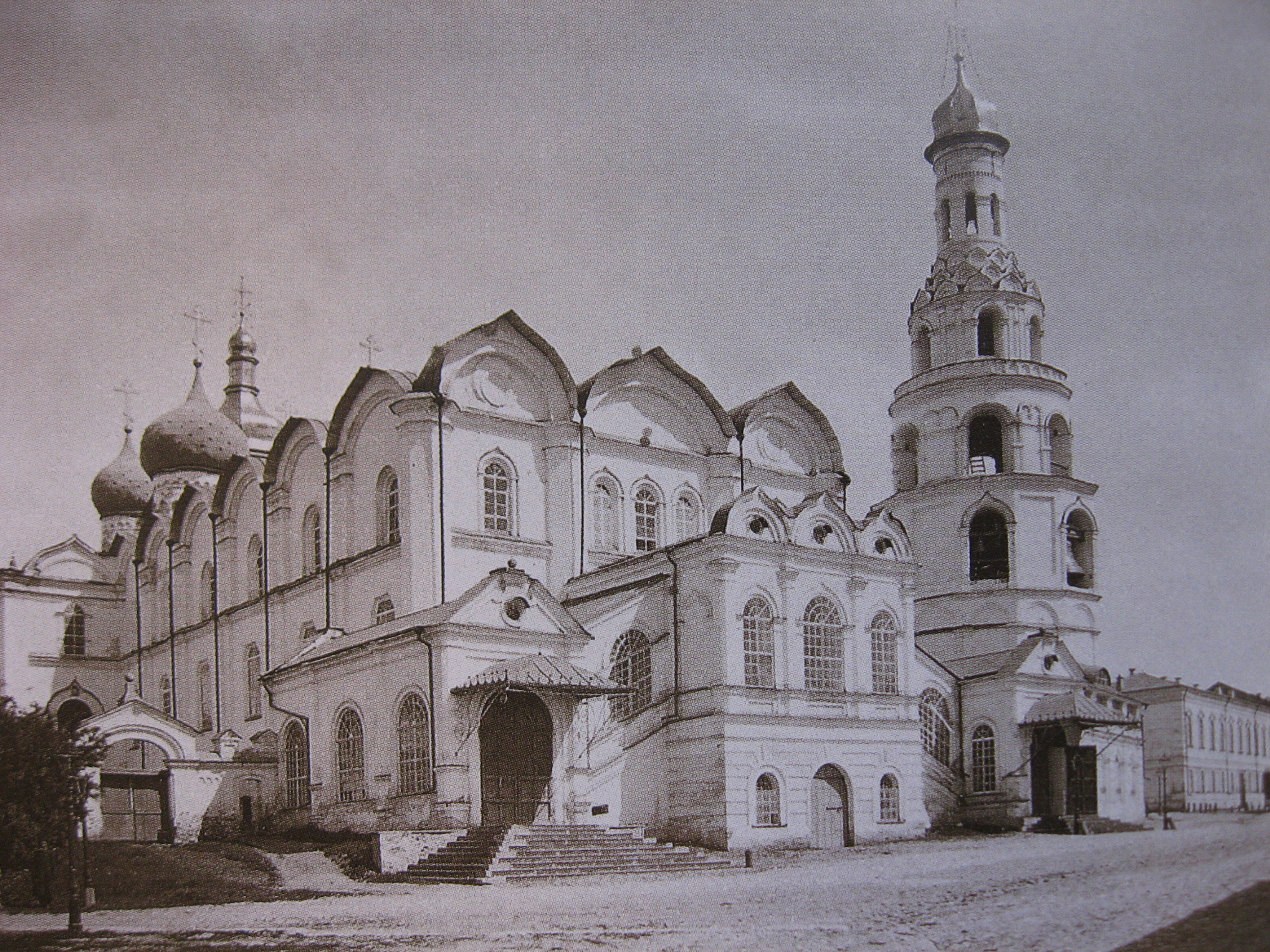
Собор в начале XX века, вид с северо-запада

В 1630—1640 годах по благословению казанского митрополита Матфея, рядом с собором была воздвигнута белокаменная колокольня высотой более 50 метров, построенная на месте деревянной звонницы, упоминаемой в писцовых книгах XVI века: «соборная колокольница на площади деревянная, а на ней колокол благовестный большой с очапом, да два колокола средние, да два зазвонные меньшие, все колокола Государевы казны». В первом ярусе колокольни находился самый большой колокол Казани, его вес составлял 1.500 пудов (около 24570 кг).
В XVIII веке колокольня имела часы с боем, а рядом с колокольней, в ограде, окружавшей собор, была надвратная церковь Похвалы Пресвятой Богородицы, разобранная при архиепископе Казанском и Симбирском (1785—1799) Амвросии Подобедове.
Колокольня примыкала к крыльцу трапезной части собора, по высоте 5-ярусная колокольня лишь немного уступала башне Сююмбике. Три яруса огневидных кокошников восходили от последнего яруса к основанию купола (первоначально шлемовидного). По мнению М. Пинегина, колокольня представляла собой «сочетание татарского вкуса с древне-русским: первые этажи возведены под сильным влиянием архитектуры соседней Сююнбекиной башни, а у верхних — стиль колокольни Ивана Великого. Вместо крыши она живописно покрыта разными теремками…». Колокольня увенчивалась «прорезным крестом с венцом и голубицею Ноева ковчега».
В 1928 году колокольня Благовещенского собора была разрушена. Сейчас на её месте к югу от собора находится сквер.
Под колокольней находился храм, первоначально освященный в честь святой мученицы Ирины, в конце XVIII века из-за ветхости он был закрыт. Усердием архиепископа Казанского Филарета этот храм в 1832 году был возобновлен на средства казанского купца, городского головы (с 1830 по 1832 год) Никифора Осиповича Чижова и освящён во имя казанского чудотворца святого Германа.

## Ризница собора
В 1840-е годы в западной части трапезной было устроено потаенное помещение для богатейшей соборной ризницы.
В ризнице хранились: иконы, драгоценные литургические сосуды, вклады знатных людей, государственных деятелей, церковных иерархов; редкостной работы иерейские и архиерейские облачения; золотые и серебряные панагии, украшенные изумрудами, жемчугом и алмазами и другие соборные святыни из которых можно особо выделить:
- девять древних митрополичьих клобуков, в том числе два сделанных лично святителем Варсонофием казанским,
- плащаница XVI века, вышитая княгиней Темкиной-Ростовской,
- рукописное евангелие XV века,
- саккос, вышитый в технике золотного и лицевого шитья в Строгановских мастерских, и подаренный лично братьями Строгановыми казанскому митрополиту Лаврентию в XVII веке (саккос хранится в музее РТ),
- обитое малиновым бархатом одностороннее седло, на котором казанский иерархи совершали в Вербное Воскресение «обряд торжественного шествия на осляти»
- до 1918 года в кафедральном Благовещенском соборе хранилась принадлежавшая святителю Гурию икона — Святцы строгановского письма,
- угловая часть гроба святителя Гурия,
- золотой с финифтью напрестольный крест митрополита Адриана (конец XVII в.) с частицами мощей святых апостолов,
- в Национальном музее РТ хранится рукописное Евангелие 1478 года, устроенное по заказу епископа Тверского Вассиана (князя Стригина-Оболенского) и подаренное собору архиепископом Гурием,
- Евангелие в золотом с алмазами окладе Всероссийского патриарха Адриана, пожертвованное в собор 25 декабря 1692 года,
- Евангелие елизаветинской эпохи, поражавшее размерами и весом (2,5 пуда), которое использовалось лишь раз в год — в первый день Пасхи,
- древние холщовые антиминсы (платы с изображением положения во гроб Иисуса Христа) времен митрополита Московского Макария и царя Иоанна Грозного,
- серебряный ковш, подаренный царями Иоанном Алексеевичем, Петром Алексеевичем и царевной Софьей,
- серебряная чаша — подарок императрицы Анны Иоанновны,
- Панагия с 209 бриллиантами, лично пожалованный митрополиту Вениамину императрицей Екатериной II и крест со множеством бриллиантов, извлеченных из собственных украшений Екатерины.

В ризнице также хранились саккосы золотного шитья, в том числе строгановской школы, также украшенные драгоценными камнями, особо ценными были облачения митрополитов Казанских Лаврентия и Тихона. Вес полного архиерейского облачения XVII века достигал 40 кг, также в ризнице хранились митрополичьи клобуки и шапки.
29 августа 1919 года казанские чекисты планировали конфисковать соборную ризницу «как не имеющую исторического значения» с последующей утилизацией. И лишь благодаря мужеству казанского искусствоведа Петра Максимилиановича Дульского и профессора Казанского университета (1918—1922) Иринарха Аркадьевича Стратонова, удалось частично сохранить собрание ризницы Благовещенского собора. Дульский и Стратонов, несмотря на волну классового террора со стороны большевиков, волну арестов и расстрелов, захлестнувших город, смело обратились к председателю губисполкома Николаю Антипову и доказали историческую ценность ризницы главного собора Казани, а также нашли понимание и поддержку у наркома просвещения РСФСР А. В. Луначарского и известного искусствоведа И. Э. Грабаря. Уцелевшее содержимое ризницы передали на хранение в Губернский музей (ныне национальный музей Республики Татарстан).

## Библиотека Благовещенского собора

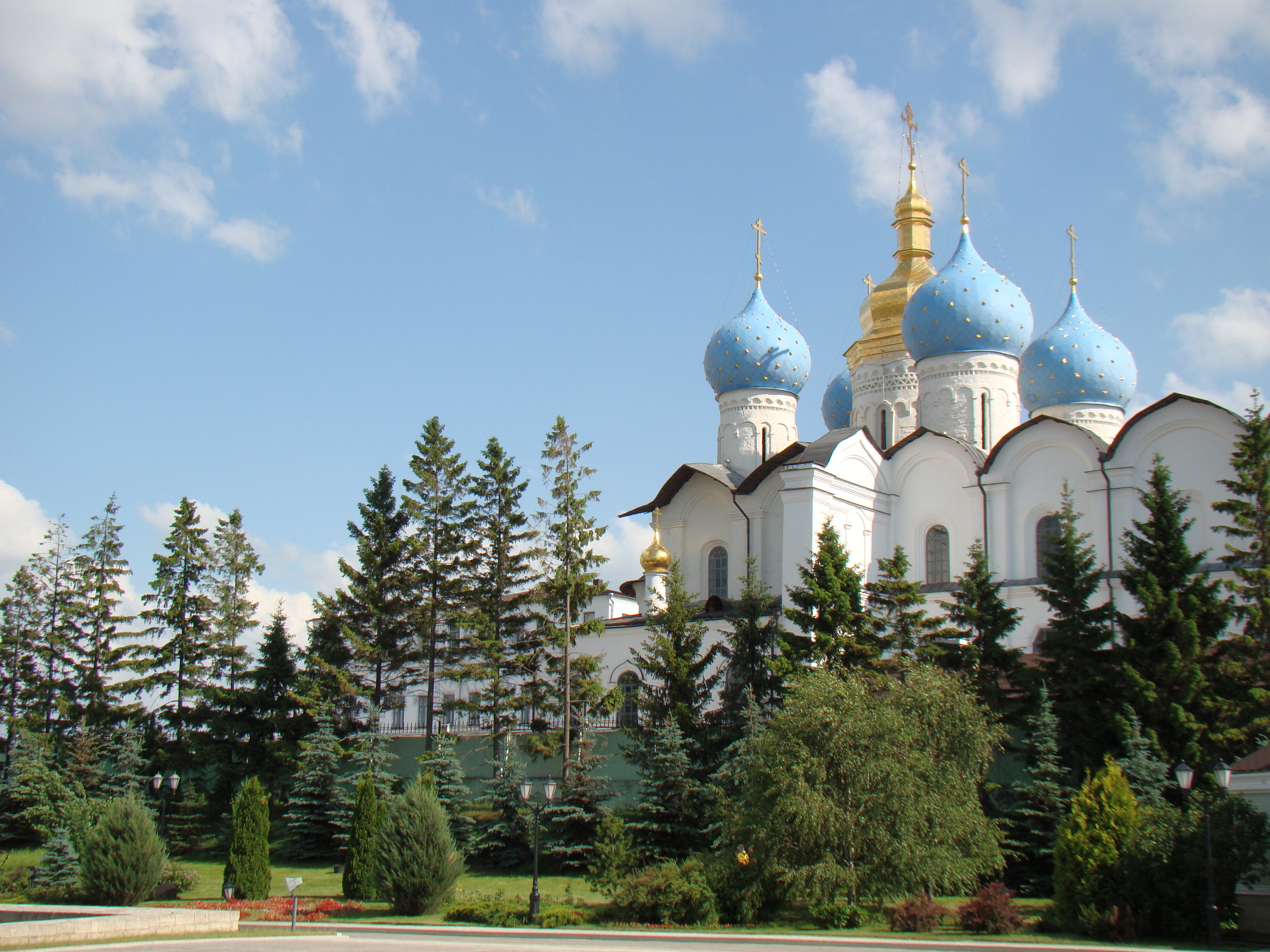
Вид собора со стороны бывшего Губернаторского дворца

Собор обладал ценнейшим собранием старопечатных и рукописных книг XVI—XVII веков. После разорения собора большевиками значительная часть книг из коллекции Благовещенского собора пополнила фонд Казанского университета. На всех книгах из церковной ризницы сохранилась рукописная помета «К. К. С.» (Казанский кафедральный собор). Многие книги были подарены храму от именитых особ, церковных иерархов.
Среди чудом уцелевших ценнейших книжных экземпляров соборной коллекции, хранящихся ныне в Национальном музее Республики Татарстан, — Ефремово (по имени митрополита Казанского Ефрема) Евангелие, напечатанное в Москве в 1606 году «мастерством Анисима Михайлова сына Радишевского — волынца и прочих любезно трудившихся». Это Евангелие было подарено собору митрополитом Казанским Ефремом, венчавшим на царство в 1613 году первого из династии Романовых — царя Михаила Феодоровича, о чём в Евангелии имеется соответствующая надпись.
Евангелие отличается редчайшими по красоте книжными миниатюрами, изображениями четырёх евангелистов. Государев мастер Парфений не только расписал темперой исполненные типографским способом заставки, концовки, буквицы, но и, не придерживаясь строго рисунка миниатюр, превратил их в собственные красочные композиции, вызывающие восхищение неповторимым своеобразием.

## Святыни собора

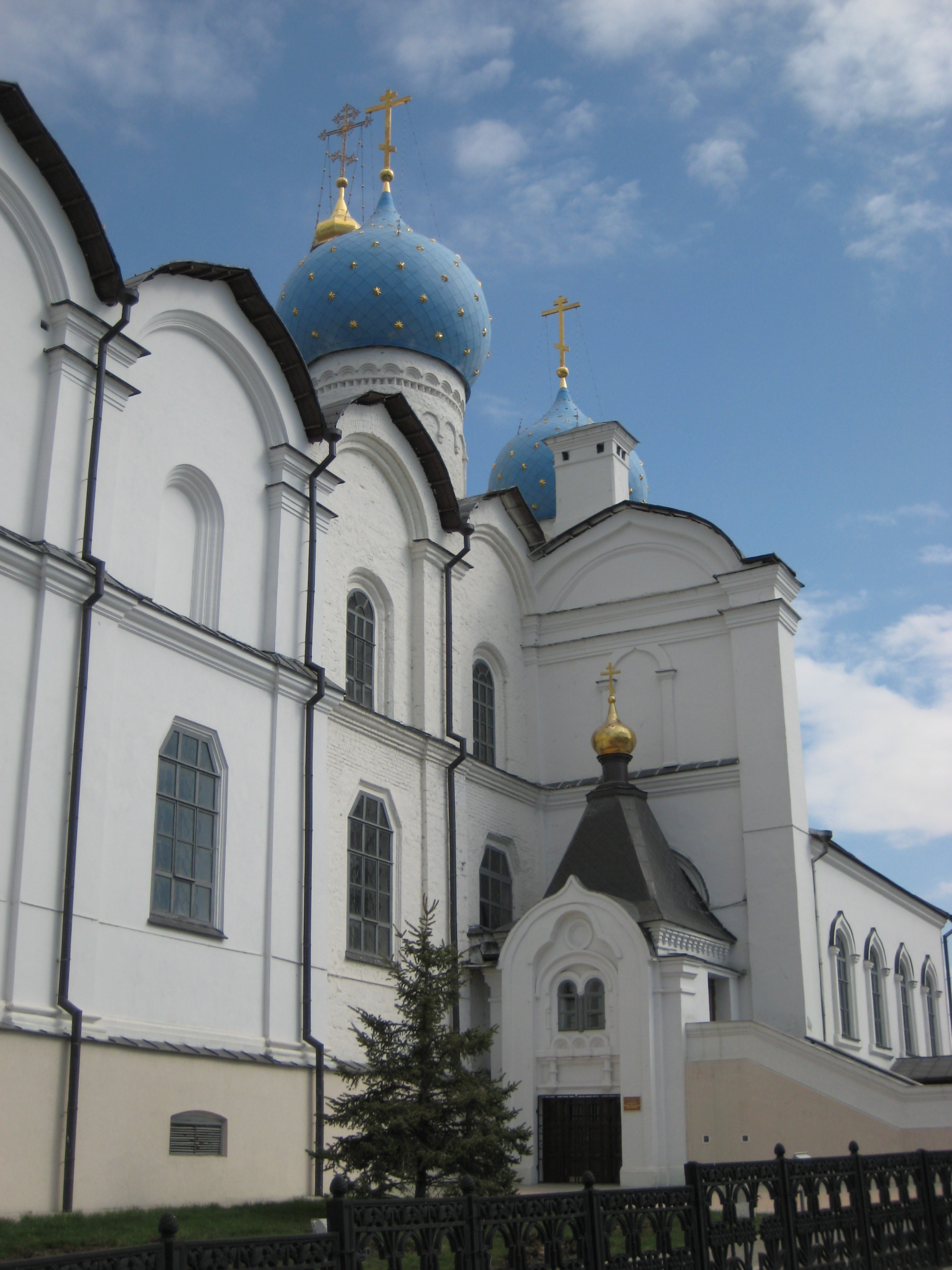
Келья святителя Гурия

Главной святыней Благовещенского собора в течение столетий была рака с мощами строителя собора первосвятителя казанского Гурия. Святитель Гурий упокоился 5 декабря 1563 года и был похоронен за алтарем соборного храма Спасо-Преображенского монастыря. Спустя 31 год 4 октября 1595 года при закладке нового каменного храма монастыря мощи святителя были обретены нетленными и положены в новом монастырском соборе. 19 июня 1630 года святые мощи были перенесены казанским митрополитом Матвеем в Благовещенский собор и положены у северной стены в устроенную казанским дворянином Саввою Тимофеевым Аристовым серебряную раку, на которую князь Б. И. Черкасский в 1633 году пожертвовал шитый золотом и серебром покров с изображением святителя Гурия в рост. Над ней был сооружен резной золоченый балдахин на средства казанского ямского охотника Тимофея Шаланина. В середине XIX века казанский купец Петр Свешников устроил новую раку, на что пожертвовал 5000 рублей.
Около раки хранилась фелонь святителя Гурия, шитая из шелковой узорчатой ткани — «камки» и его деревянный жезл, устроенный так, что престарелый святитель мог опираться на него грудью, что облегчало молитвенные бдения святого Гурия.
Праздничные службы святителю Гурию совершались три раза в год: 5 декабря в воспоминание его блаженной кончины, 20 июня — перенесения св. мощей его из Спасо-Преображенского монастыря в кафедральный собор и с особенной торжественностью 4 октября — в день обретения св. мощей, когда в собор из Казанского Богородицкого монастыря приходил крестный ход с чудотворной явленной иконой Казанской Богородицы. Особым императорским указом от 12 апреля 1854 года этот день в Казани был объявлен нерабочим.
 Келья Святителя Гурия 
В ходе реконструкции собора в 1841 году под Борисоглебским приделом была открыта келья святителя Гурия — небольшая каморка, сложенная из того же волжского камня, что и собор, в которой святитель уединенно молился, как написано в Житии «обнощное стояние присно в молитвах выну принося к Богу, во келии близ… Бориса и Глеба» .
На стене был обнаружен написанный, вероятно самим святителем, минеральными красками Нерукотворенный Образ Спасителя, краски которого становятся ярче год от года. Келья сразу стала объектом паломничества казанцев, вскоре для фрески был устроен киот, стены оштукатурили, с запада прорезали дверь. Несколько позднее на средства старосты собора В. Ф. Булыгина к келии была пристроена часовня, сохранившаяся до наших дней.

## Некрополь Благовещенского собора
Захоронения в храмах были в традициях российской религиозности Такой привилегии удостаивались церковные иерархи, цари и великие князья, храмоздатели и ктиторы (лица, пожертвовавшие крупные суммы на монастыри и храмы). Так, великие владимирские князья, начиная с Андрея Боголюбского, похоронены в Успенском соборе Владимира. В Архангельском соборе Московского кремля располагается усыпальница правителей Руси и России, начиная с Ивана Калиты (с 1340-по 1730). Усыпальница московских княгинь находилась в храме Спаса на Бору, а позднее в соборном храме Вознесенского монастыря Московского кремля. Императоры, начиная с Петра I, погребались в Петропавловском соборе Петропавловской крепости Санкт-Петербурга. В Успенском соборе Московского кремля — хоронили иерархов Русской православной церкви (1326—1700).
Кафедральный Благовещенский собор Казанского кремля более 400 лет служил местом упокоения многих казанских архиереев (источники упоминают около 17 захоронений казанских митрополитов и архиепископов): первым в соборе был погребен в 1575 году четвёртый казанский владыка Вассиан. Последним — в 1910 архиепископ Казанский и Свияжский Никанор (Каменский). В 1840 году при реконструкции собора захоронения из старого Борисоглебского придела были перенесены под алтарь, имена казанских владык были обозначены надписями на каменных плитах.
В подклете Благовещенского собора, под алтарем главного храма находился храм во имя Всех святых, устроенный в 1896 году архиепископом Казанским Владимиром (Петровым) и архиепископом Павлом Лебедевым на средства госпожи Еропкиной из купеческого сословия. В храм вела дверь в главной апсиде собора. В этом храме нашли упокоение митрополит Лаврентий II (†1672), принявший перед смертью схиму с именем Левкия, митрополит Маркелл (†1698), позже под алтарем были похоронены архиепископы Афанасий (Соколов) (†1868), Владимир II (Иван Степанович Петров) († 2 сентября 1897), Димитрий (Самбикин) (†1908), Никанор (Каменский) (†1910).
Вдоль северной стены главного храма похоронены архиепископ Вассиан (†1575), митрополит Матфей (†1646), митрополит Симон серб (†1649), митрополит Корнилий I (†1656), митрополит Иоасаф (†1686). Их захоронения располагались в названном порядке от трапезной к алтарю.
Вдоль южной стены — митрополит Тихон III (Воинов) (†1724)39, архиепископы Павел I (Зернов) (†1815)40 и Иона (Павинский) (†1828).
В новом Борисоглебском приделе, построенном в 1841—1843 годах по проекту Фомы Петонди, упокоились архиепископы Антоний (Амфитеатров) (†1879) и Павел II (Лебедев) (†1892). Близ Борисоглебского придела был погребен кафедральный протоиерей Виктор Петрович Вишневский (1804 — 30 декабря 1885).
В 1907 году в ходе капитального ремонта собора вскрыли пол и профессор Казанского университета А. И. Александров установил точные места погребений, после чего были установлены таблички с именами архиереев.
Захоронения в подвальном храме собора и Борисоглебском приделе разорены в советское время. Захоронения в главном храме возможно сохранились.

## Знаменитые гости собора
В службах участвовали многие видные иерархи и протоиереи, собор посещали многие известные люди: святой праведный Иоанн Кронштадтский (служил литургию 5 июля 1894 и 16 июля 1897 года); 7 сентября 1833 года, собирая материалы для «Истории пугачевского бунта» Александр Пушкин; Александр Радищев, Владимир Короленко, Владимир Немирович-Данченко, Фёдор Шаляпин (неоднократно пел в архиерейском хоре собора), Сергей Рахманинов.
На службах в соборе молились почти все российские императоры, посещавшие Казань: Пётр I, Павел I, Екатерина II, Николай I (20 августа 1836), Александр II (20 июня 1837 и 27 августа 1871), Александр III (22 августа 1866, 27 августа 1871). Собор посещали многие члены императорского дома: сыновья Павла I, великие князья Александр Павлович и Константин Павлович (24 мая 1798), великий князь Михаил Павлович (26 августа 1817), сын Александра II, великий князь Николай Александрович (16 августа 1861, 9 июля 1863), великий князь Алексей Александрович (19 мая 1868), мученица великая княгиня Елизавета Феодоровна (в 1911 и 1913 годах).

## Галерея

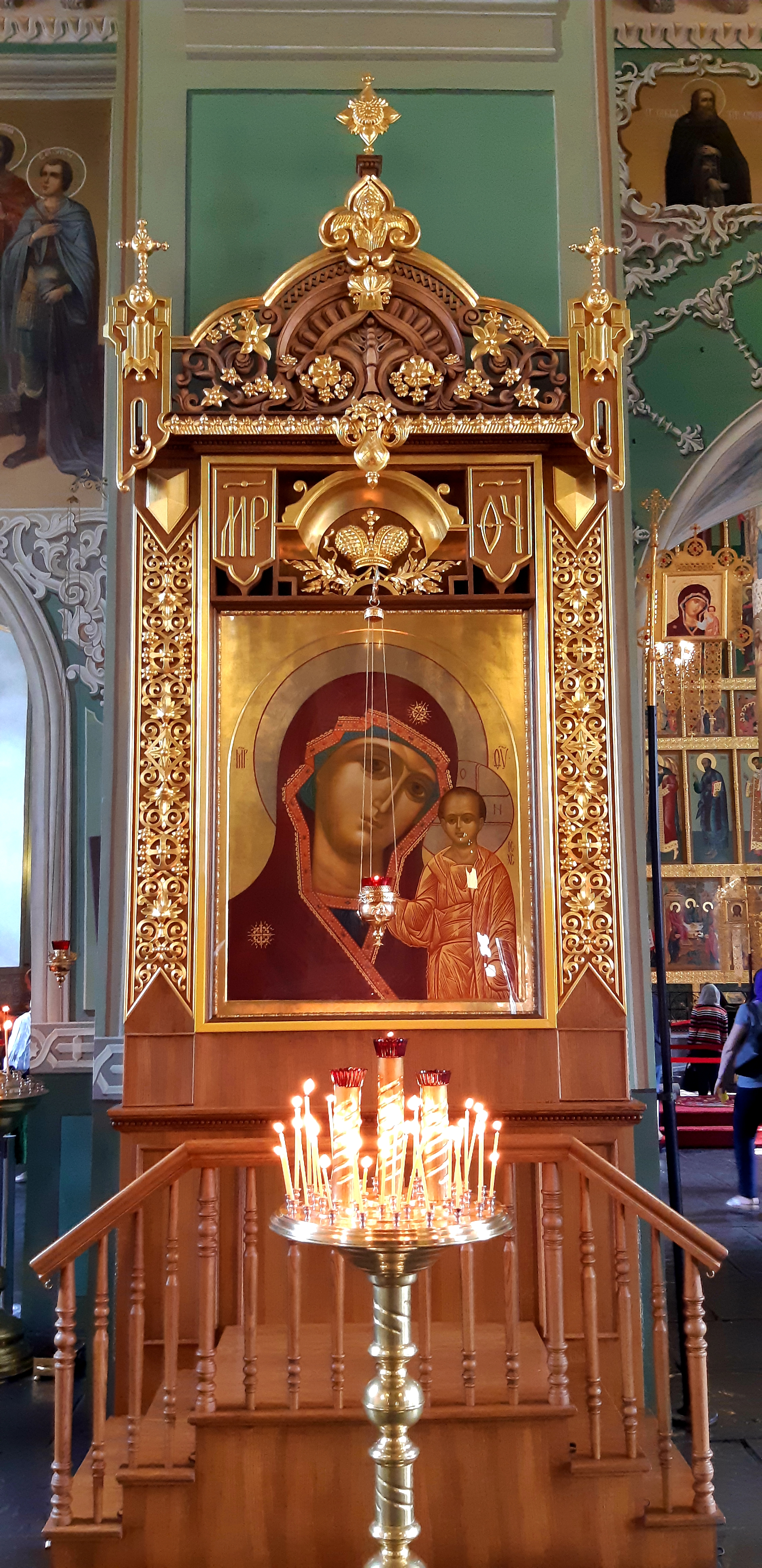
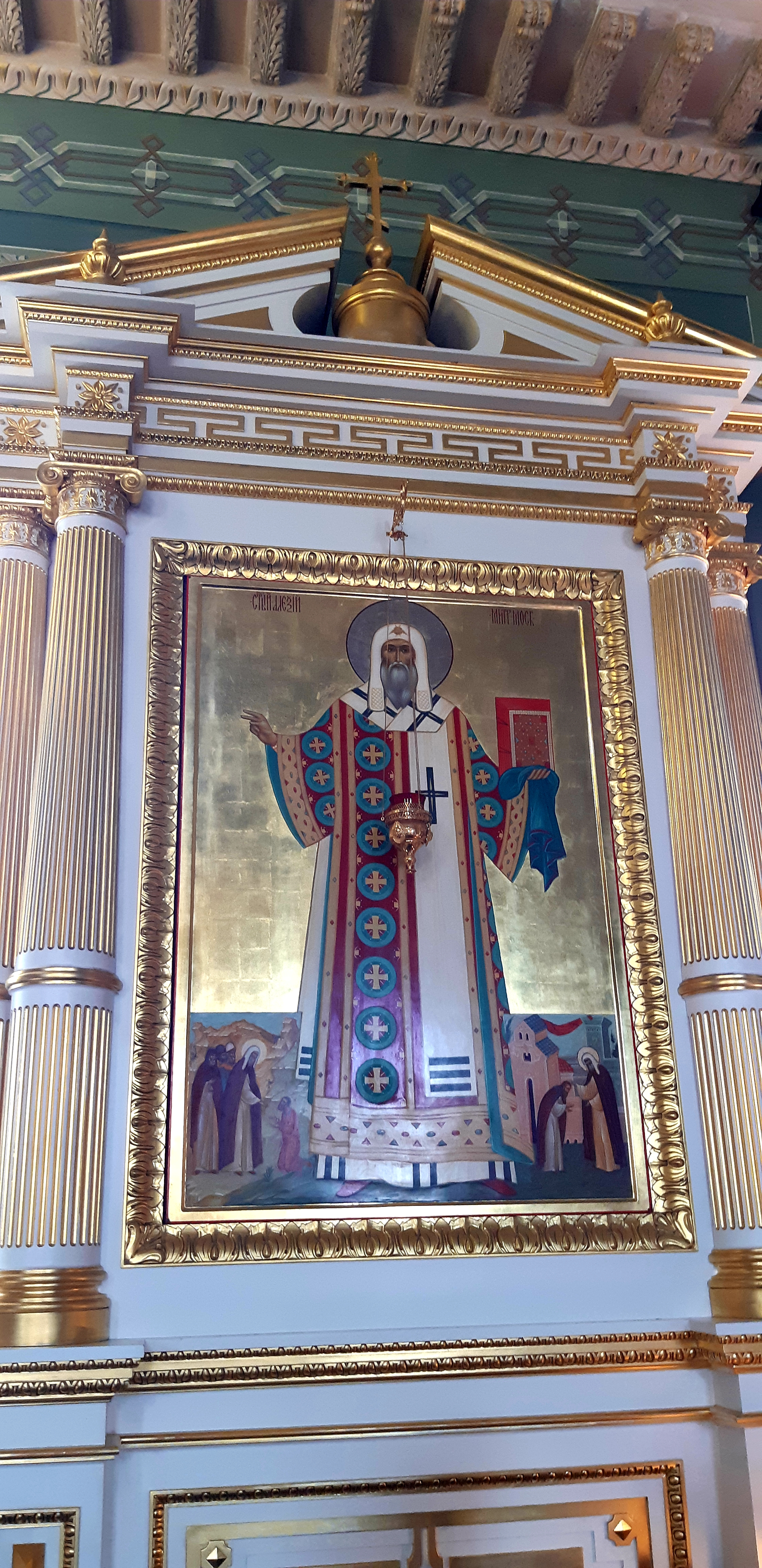
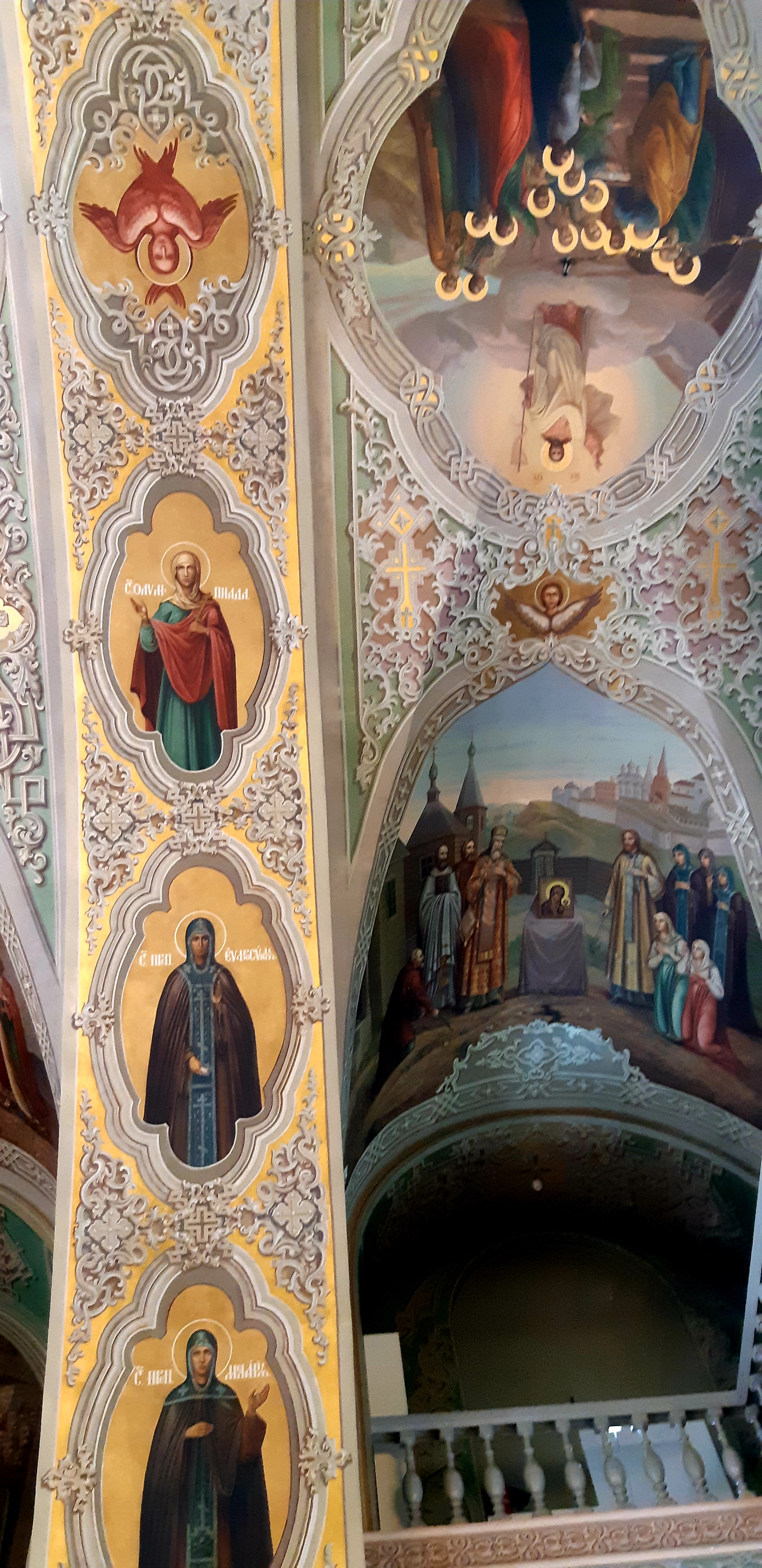
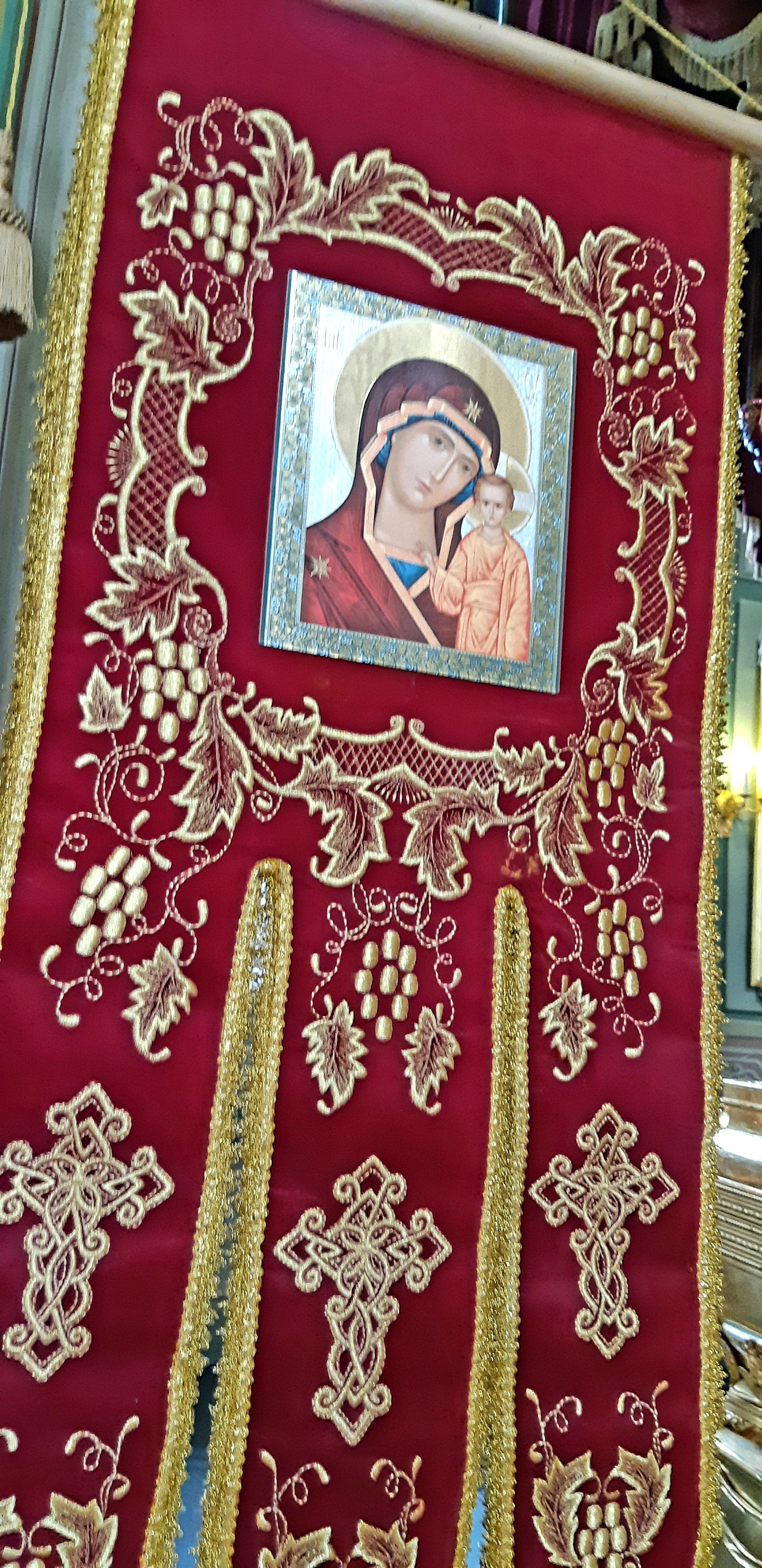
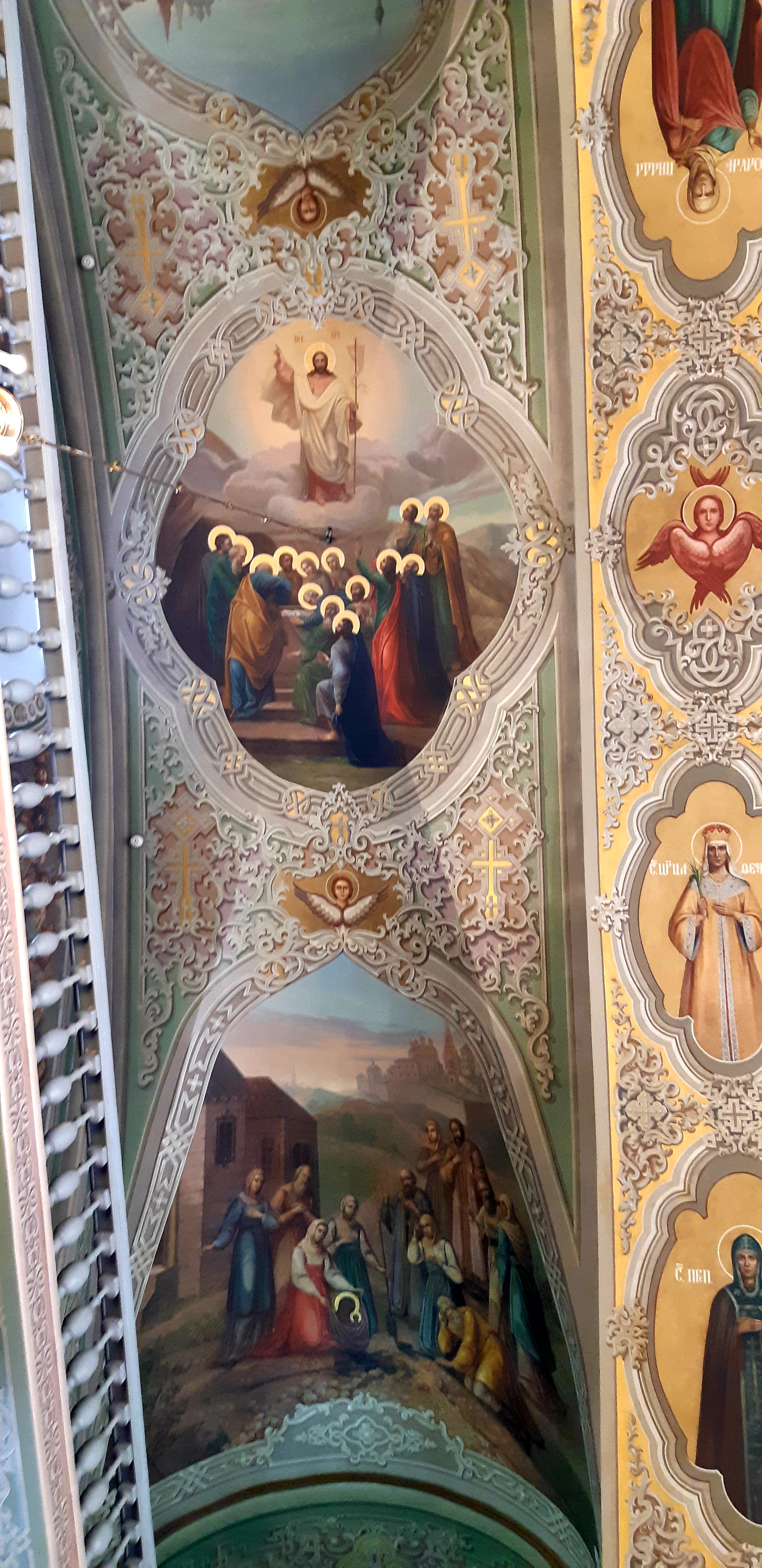
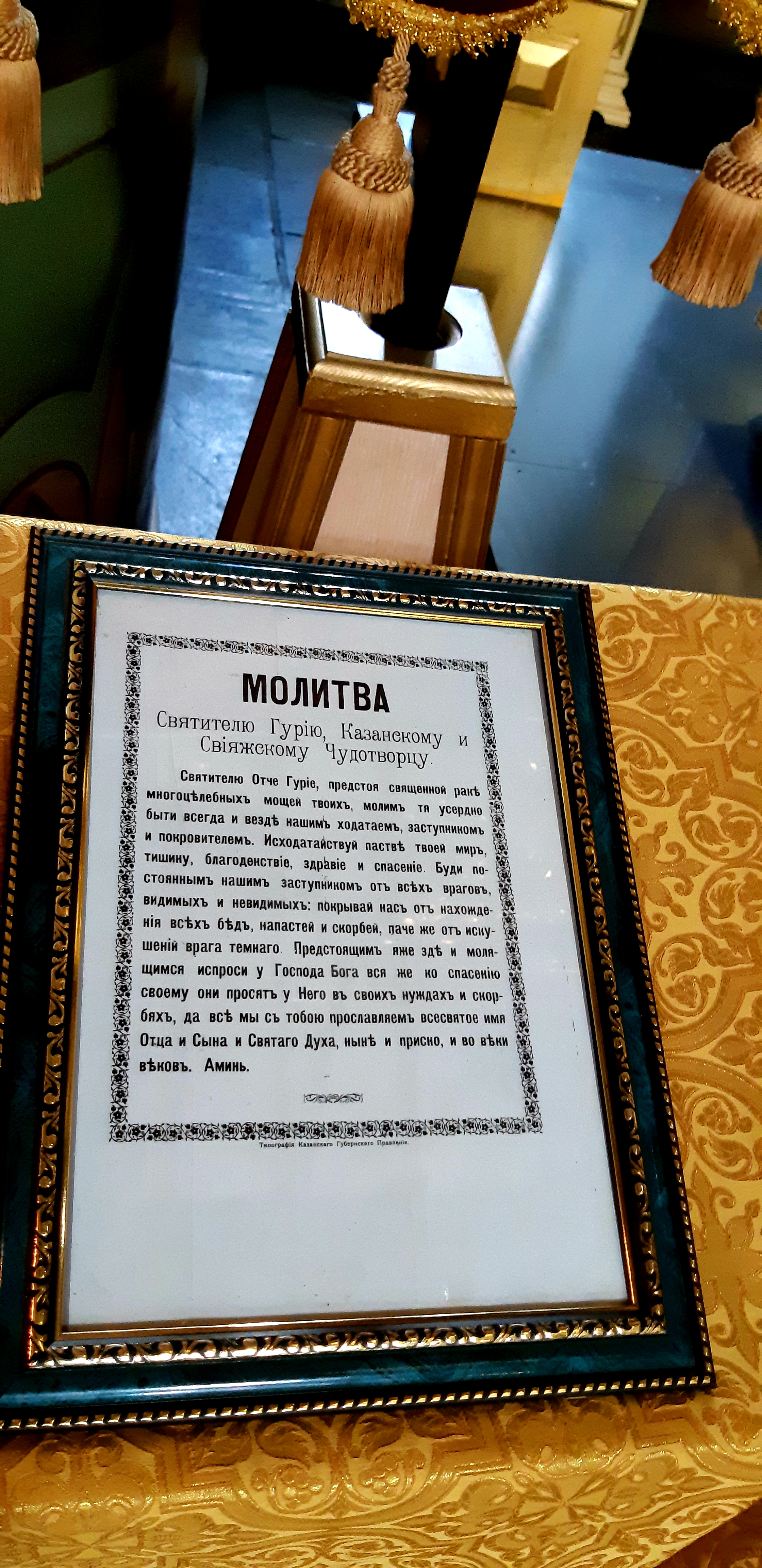
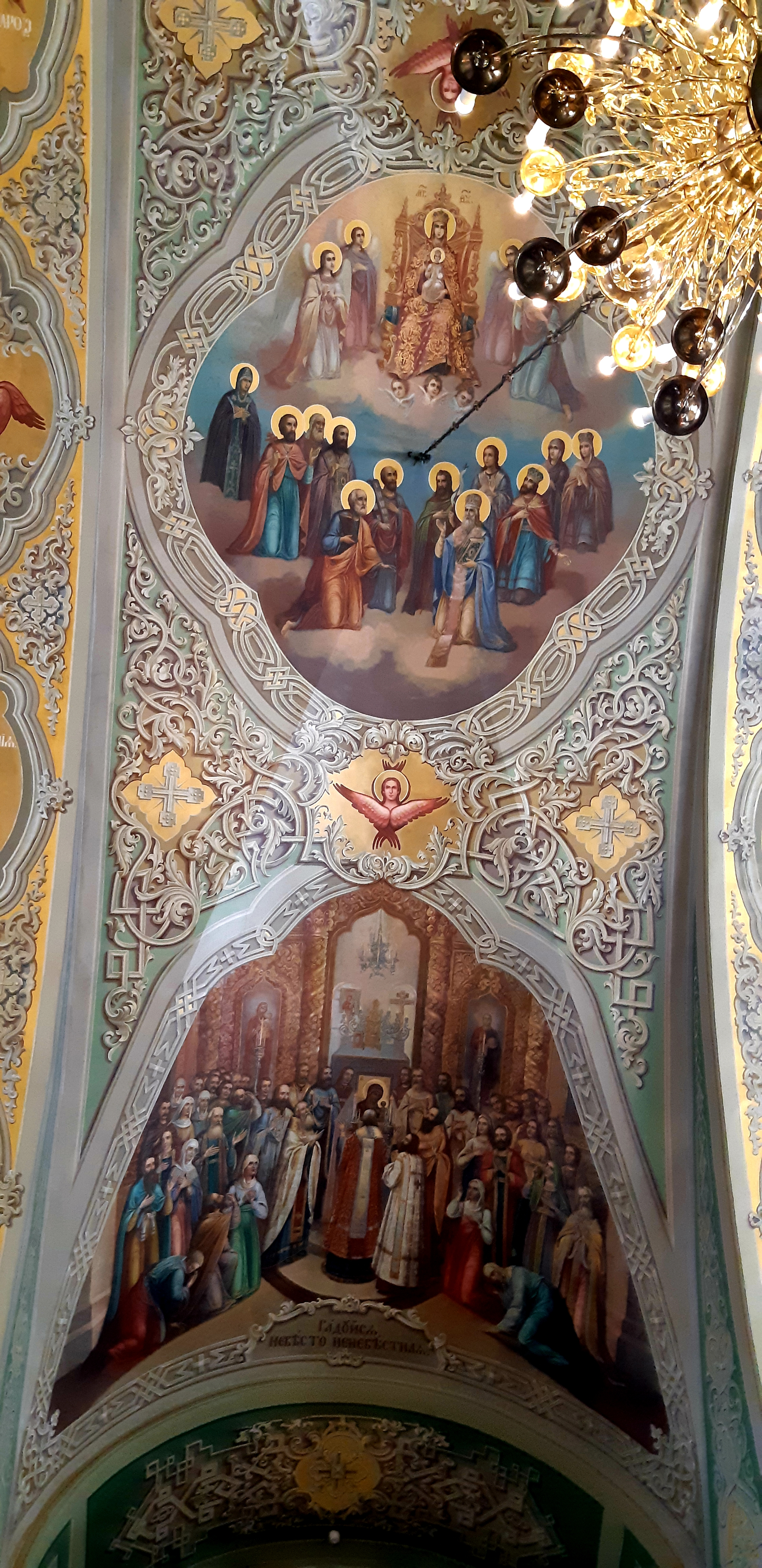
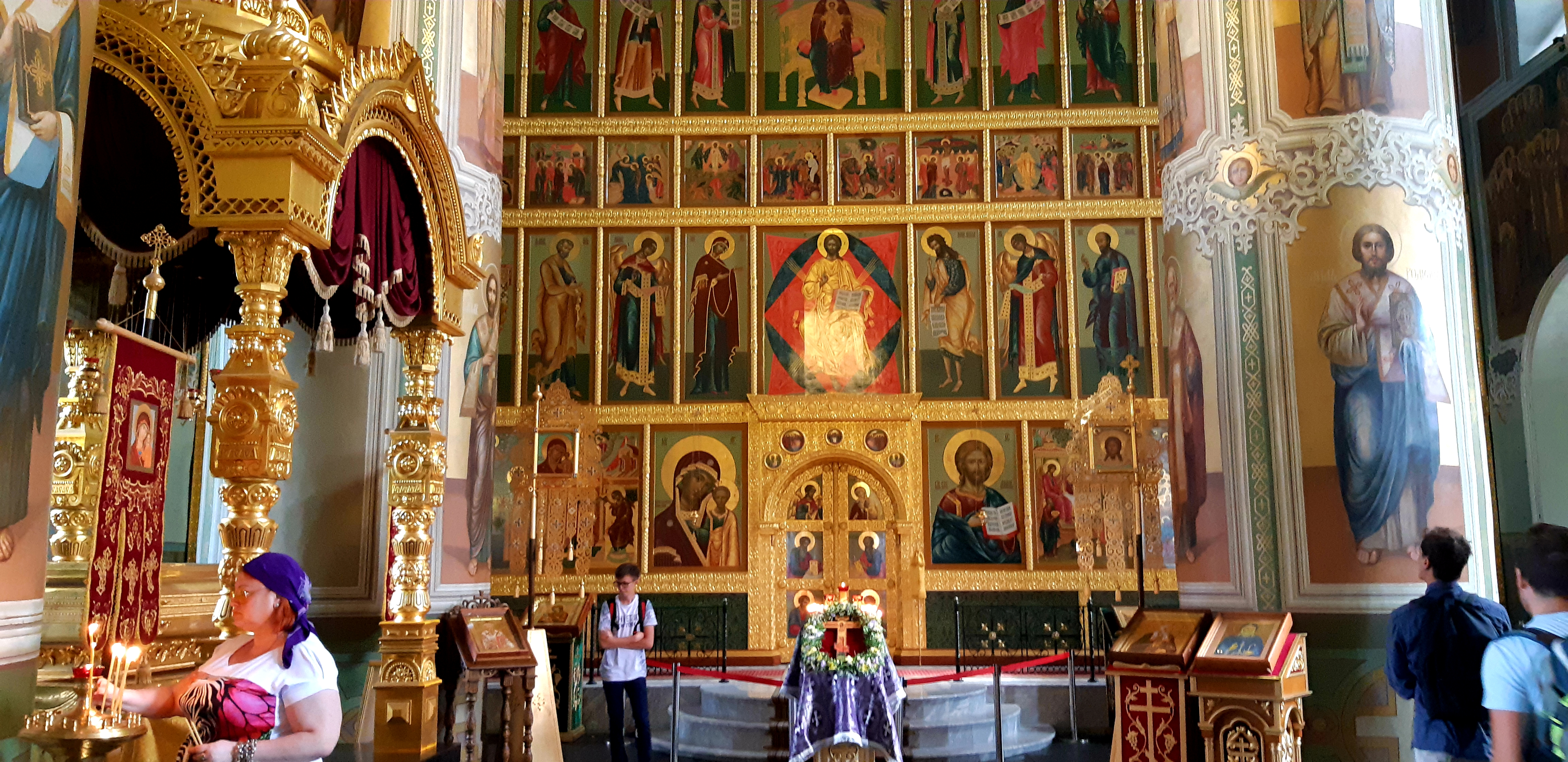
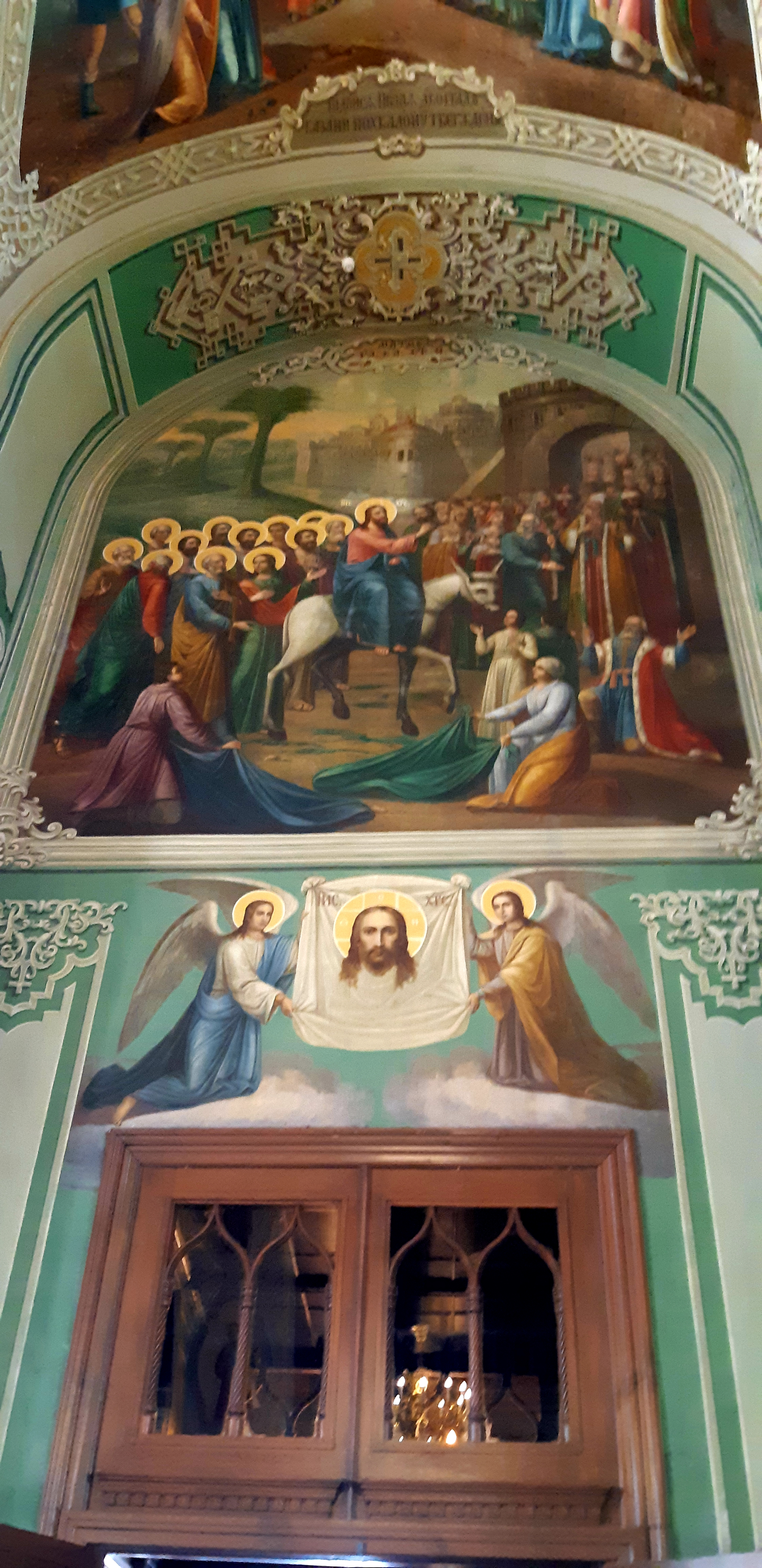
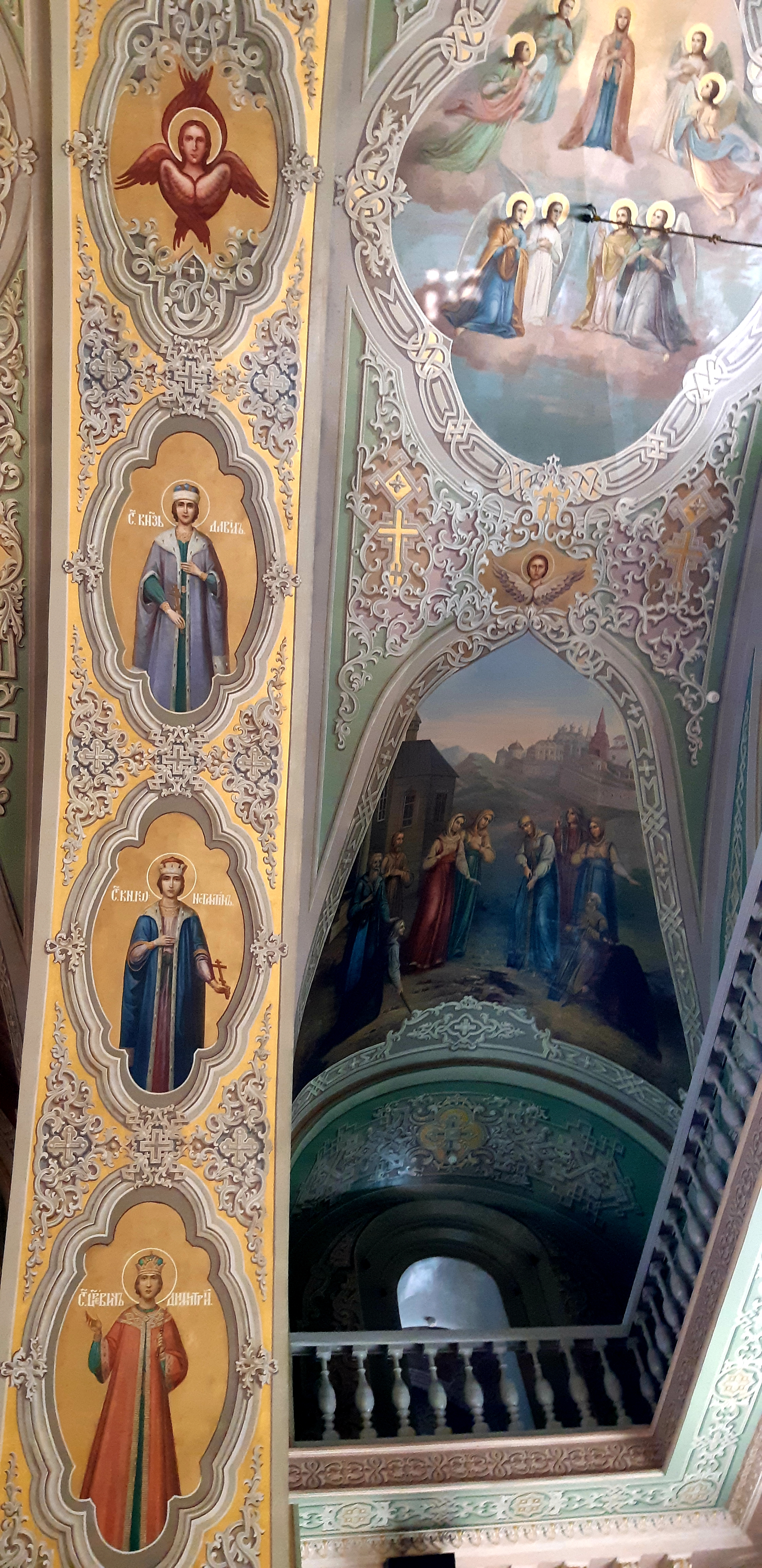
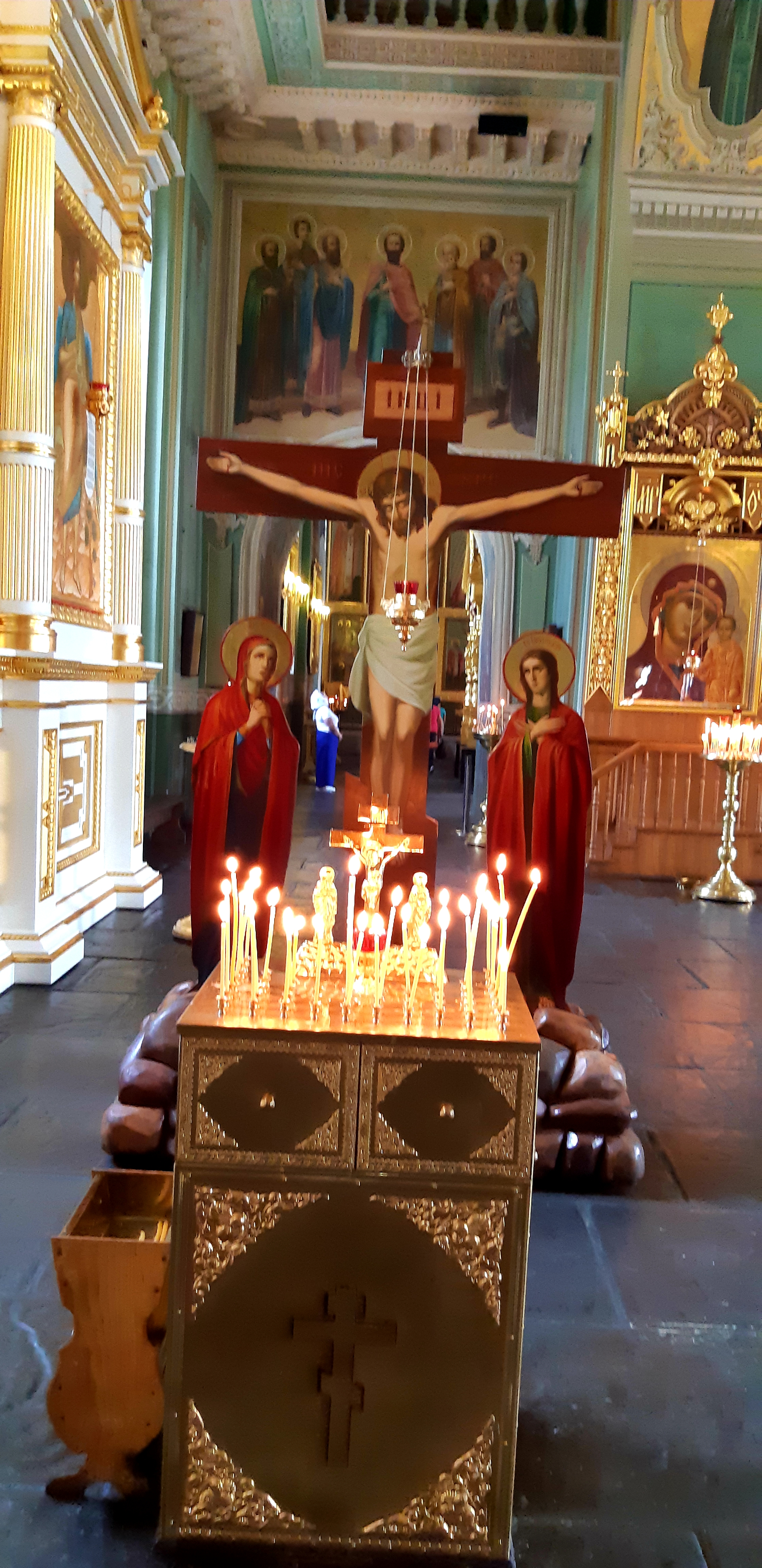
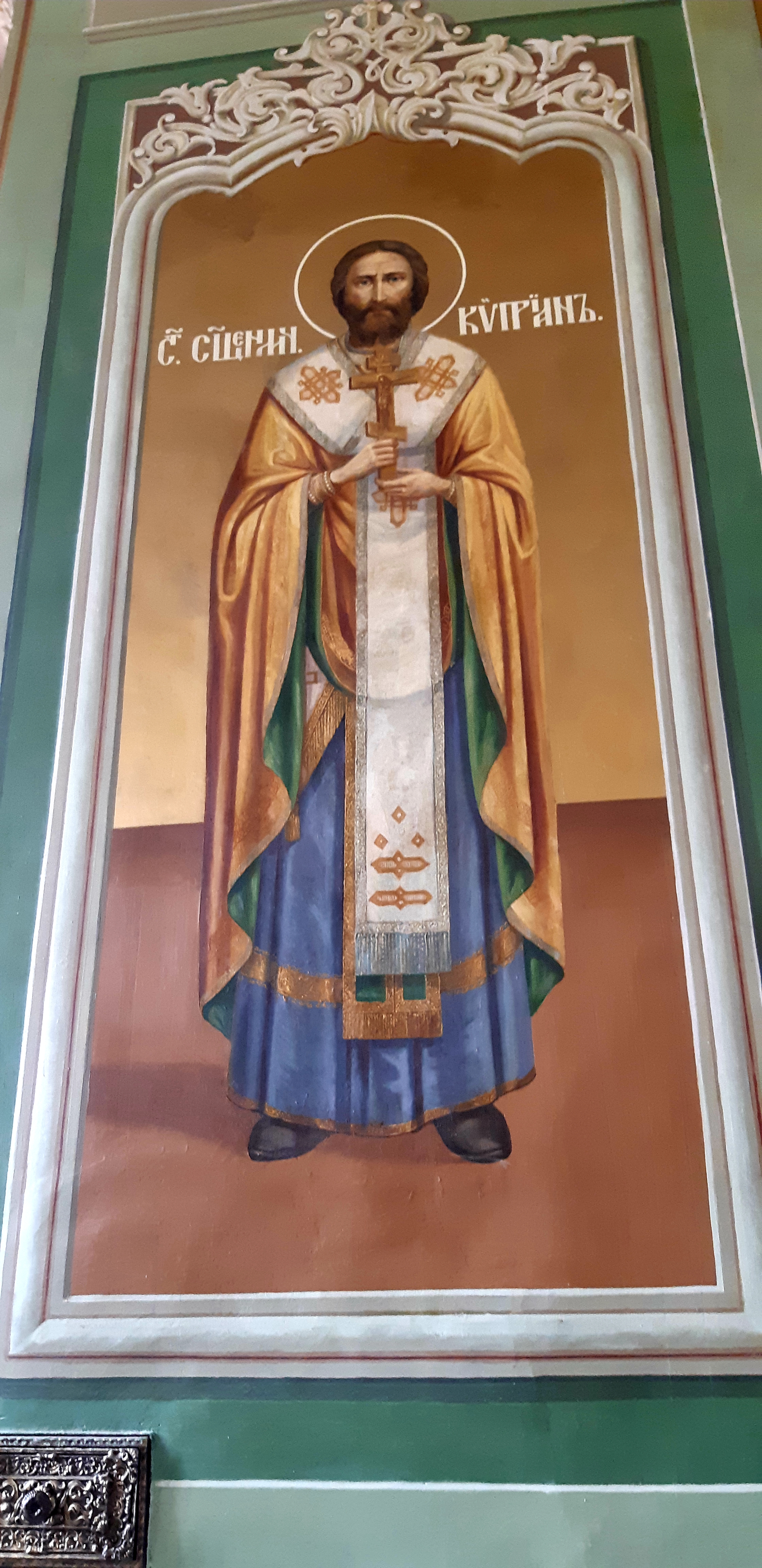
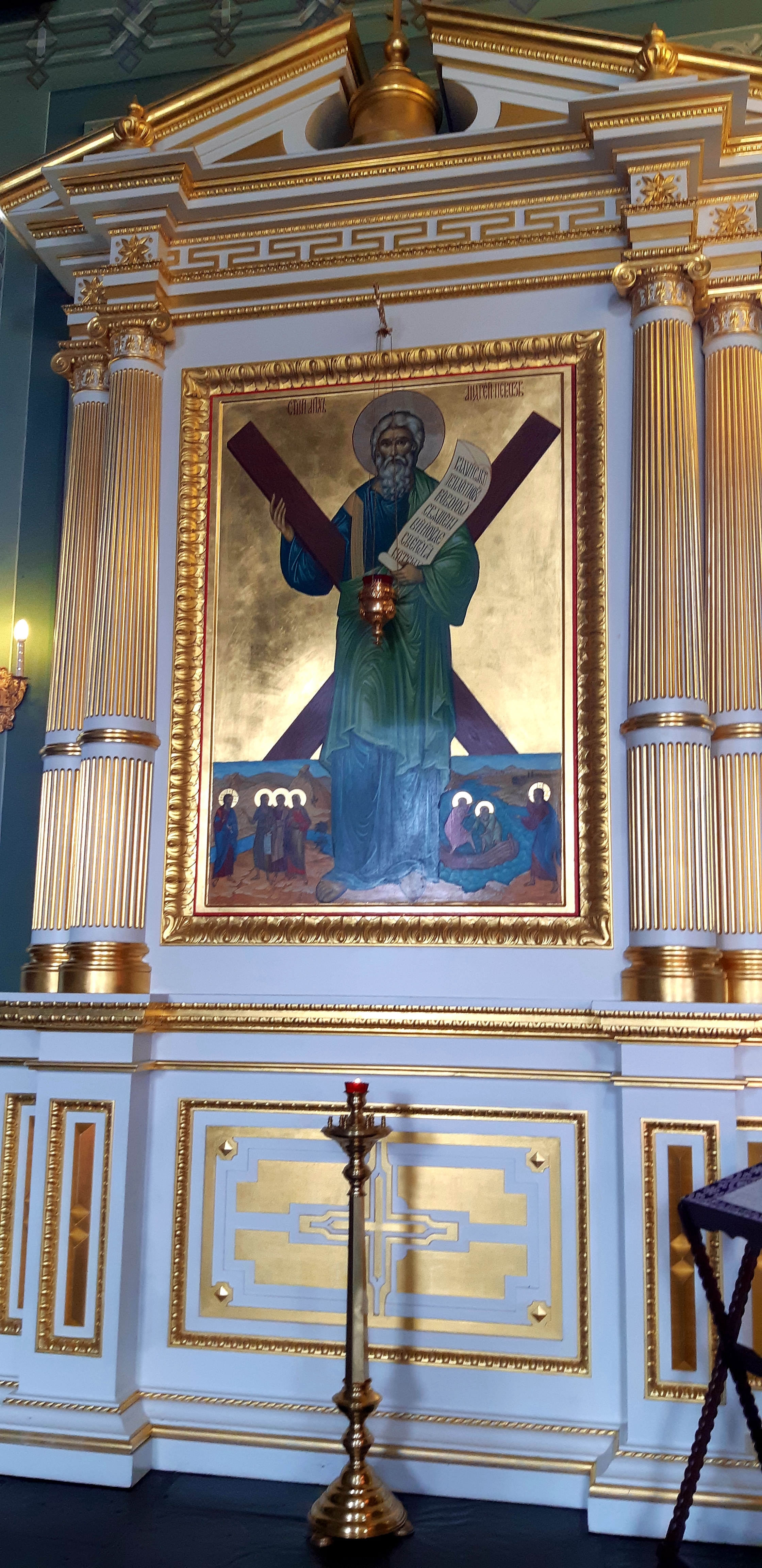
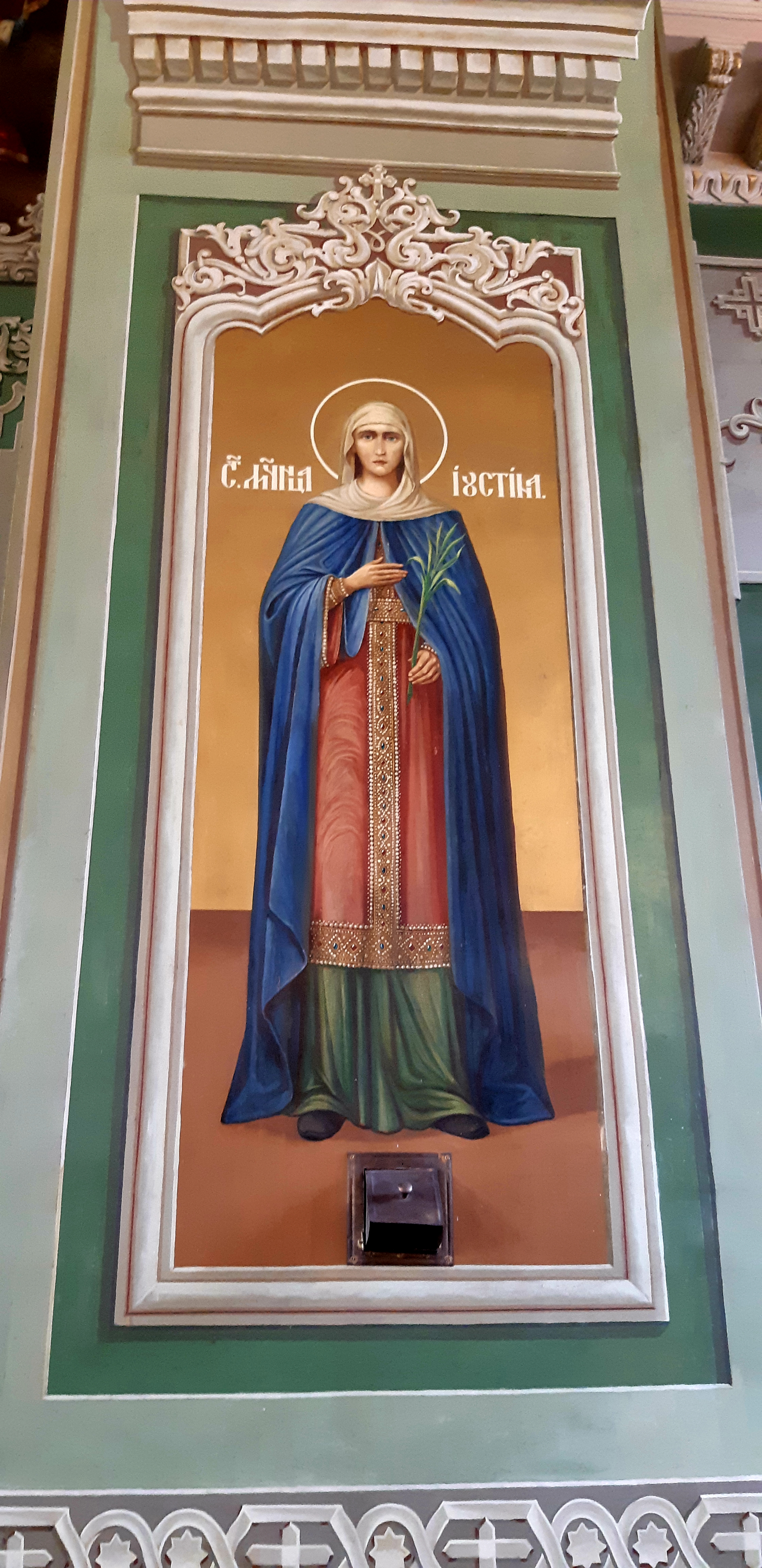
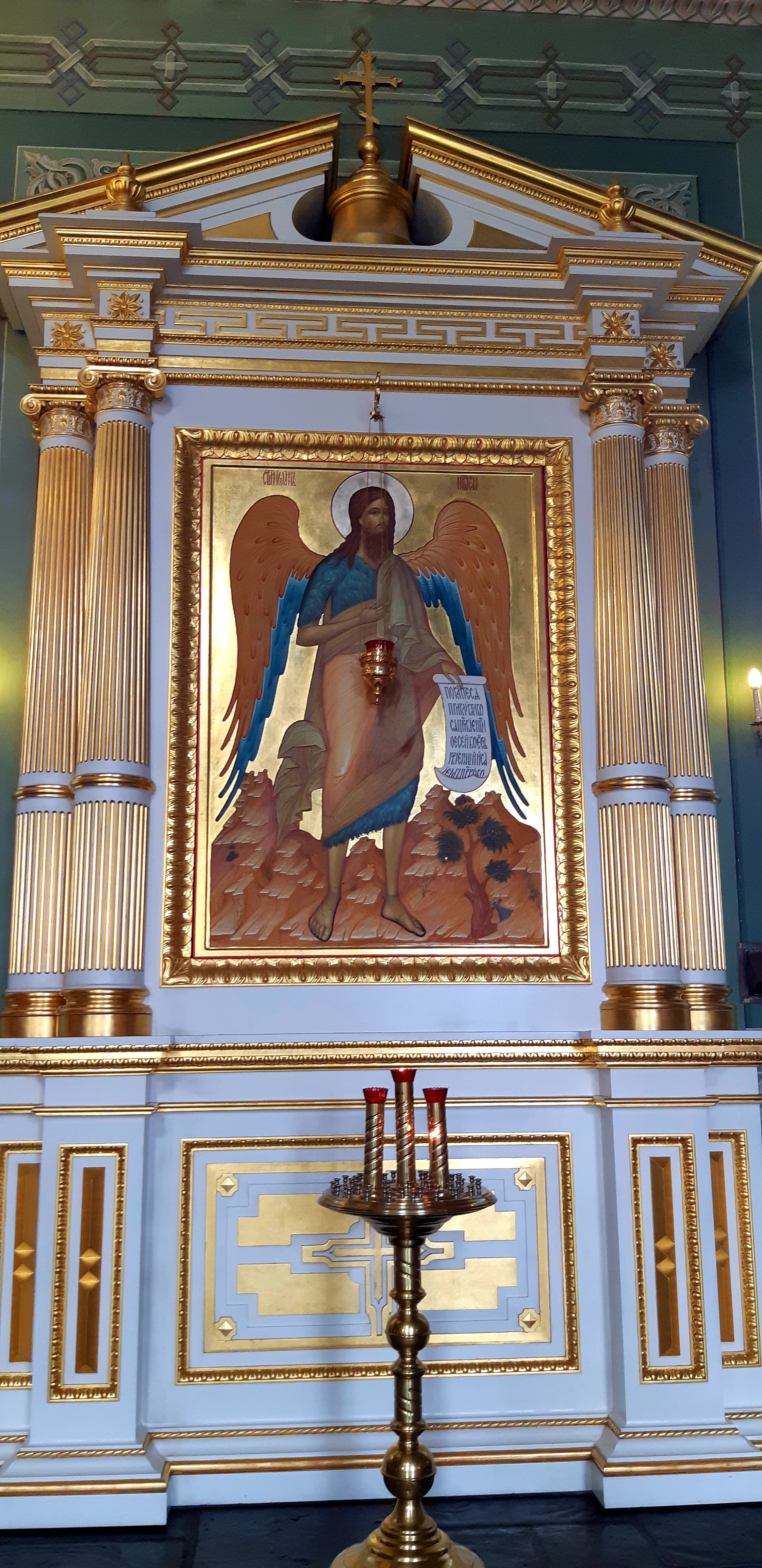
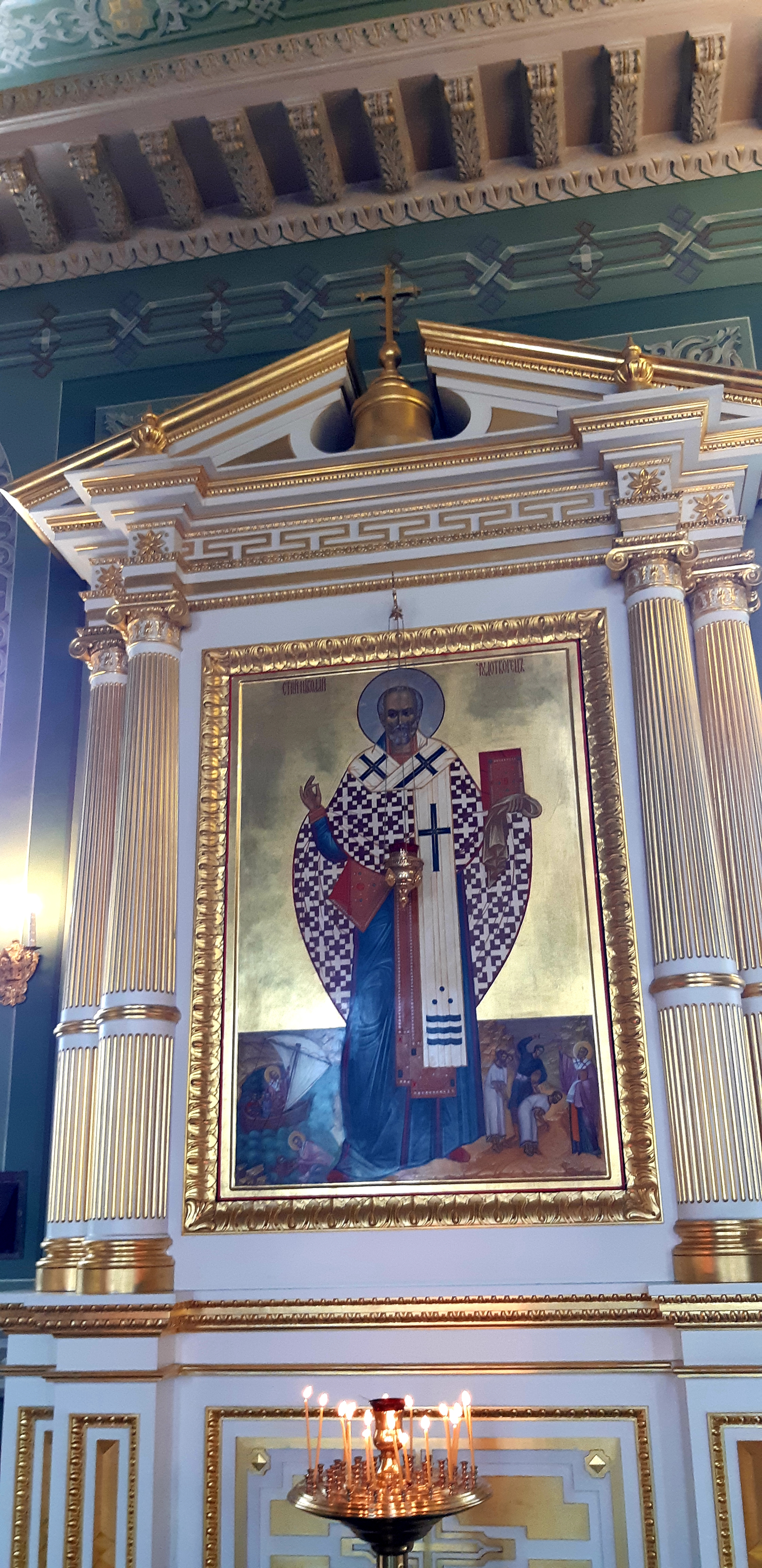
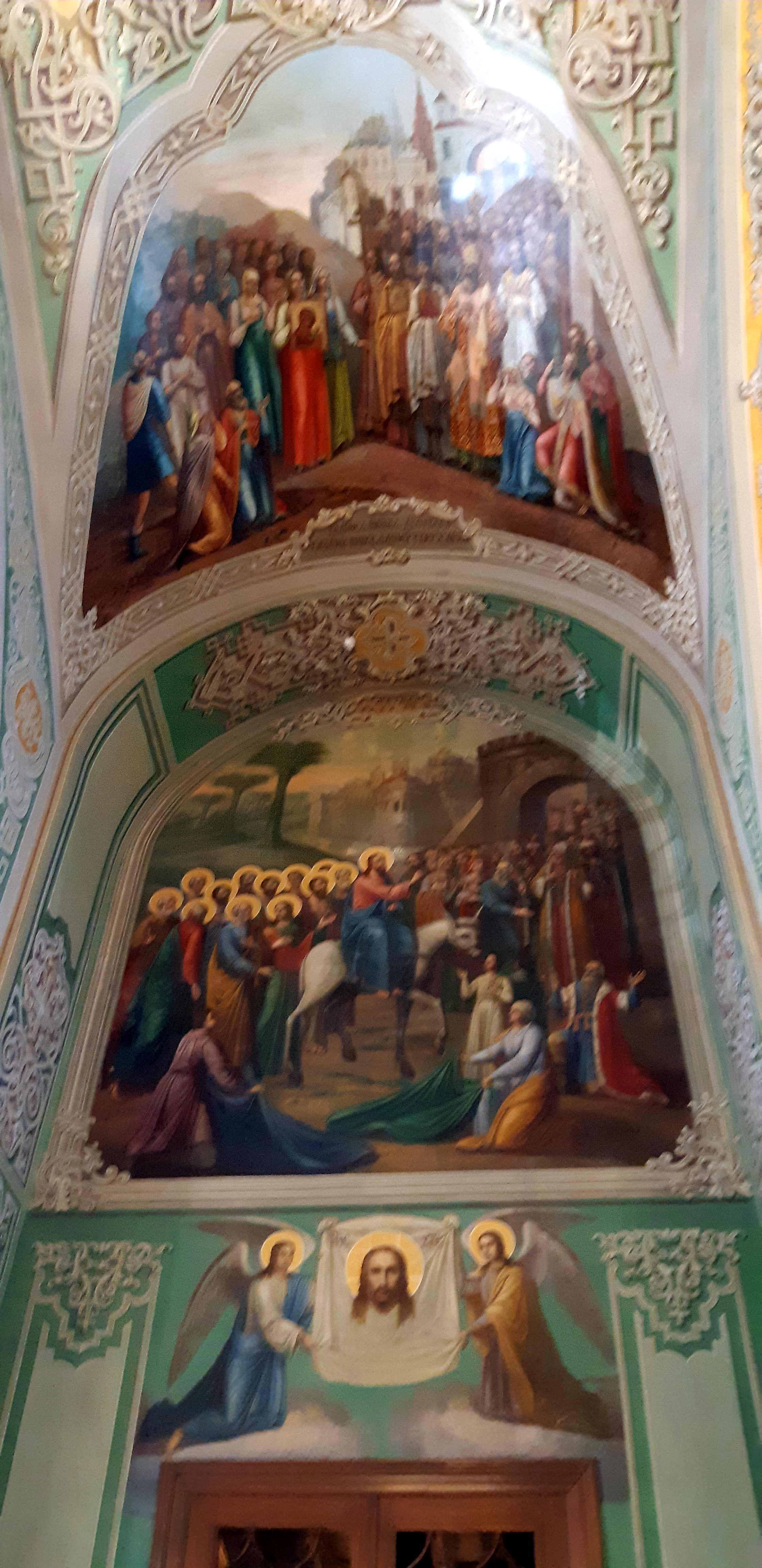
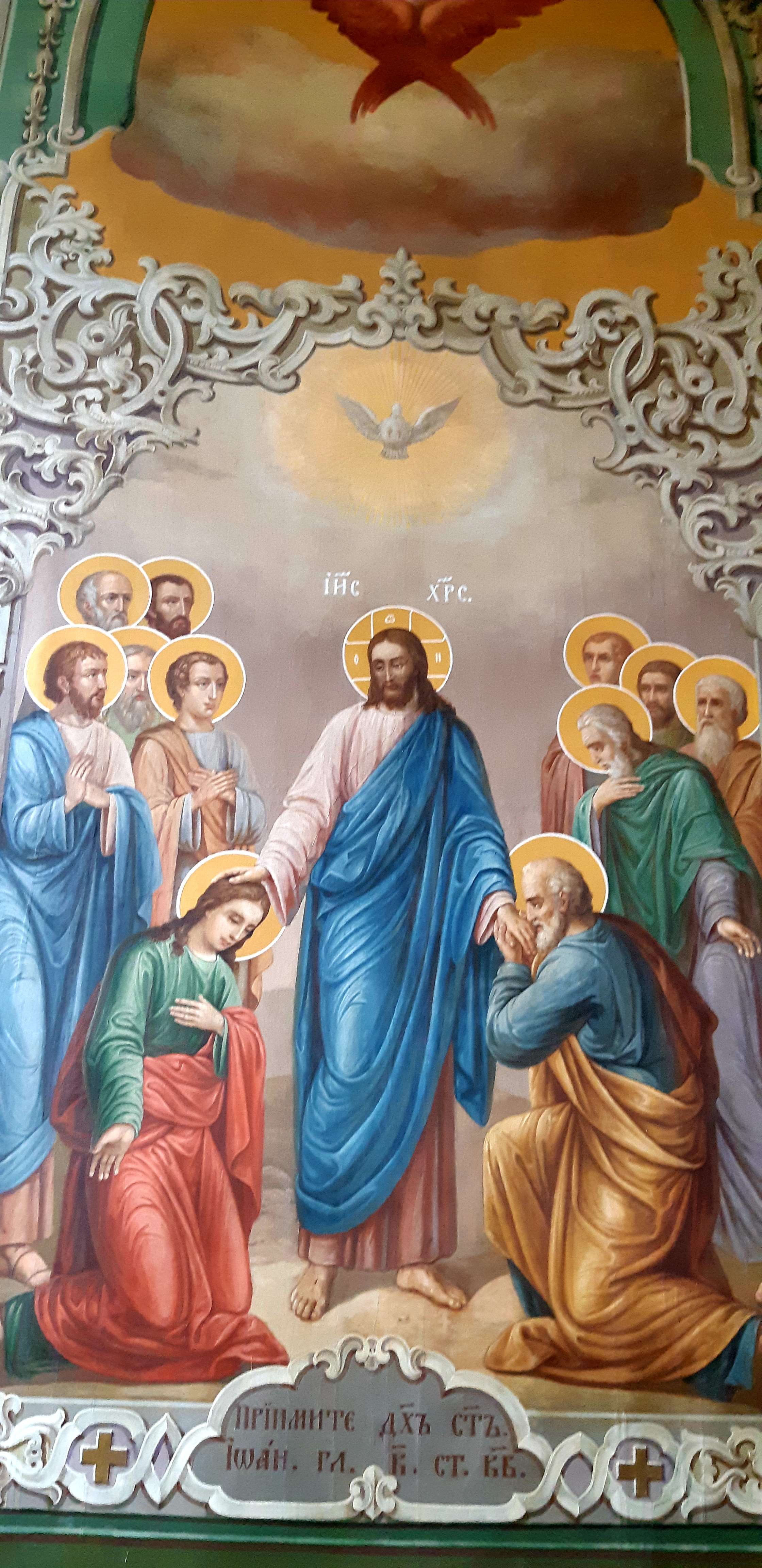
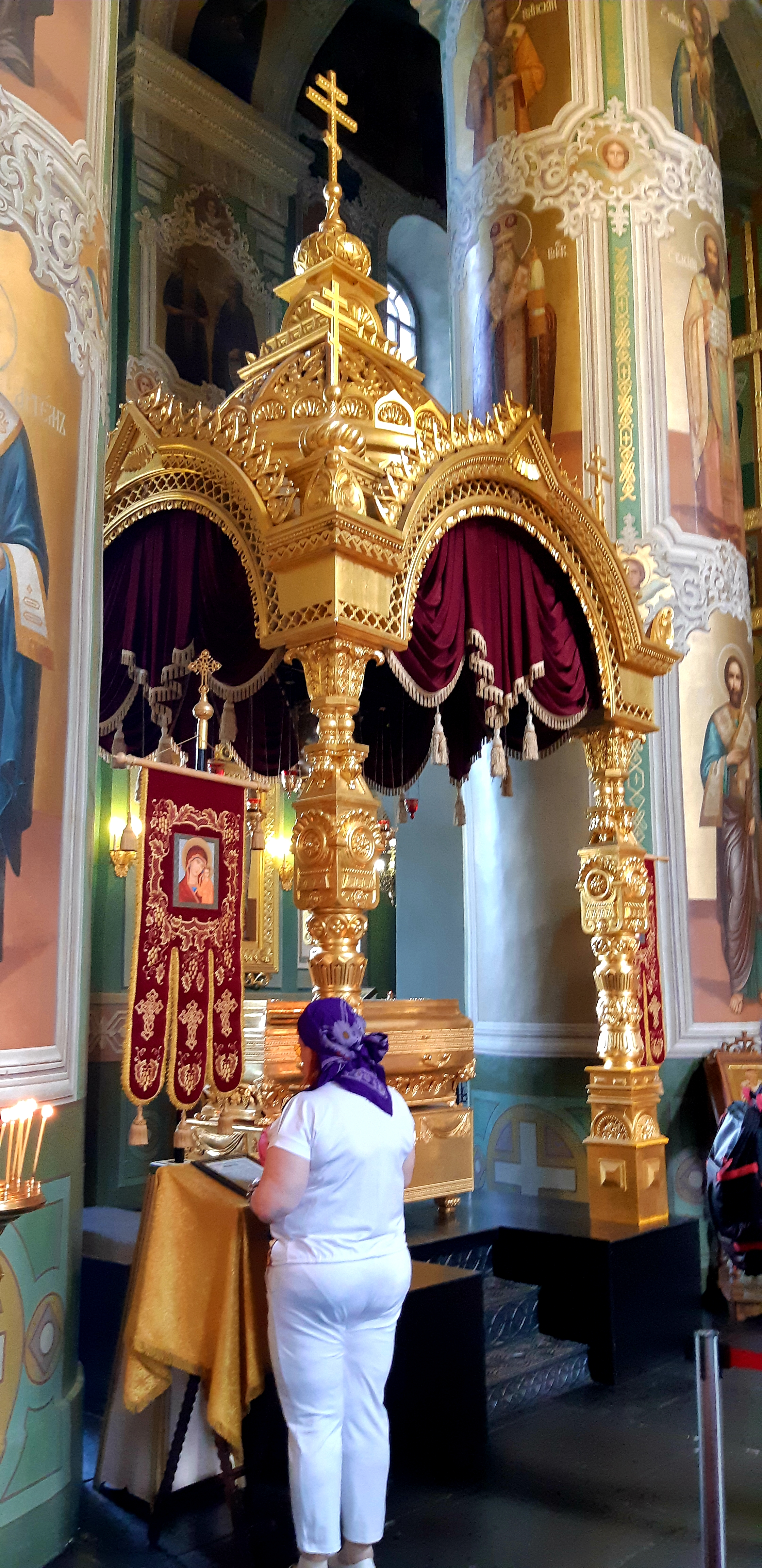
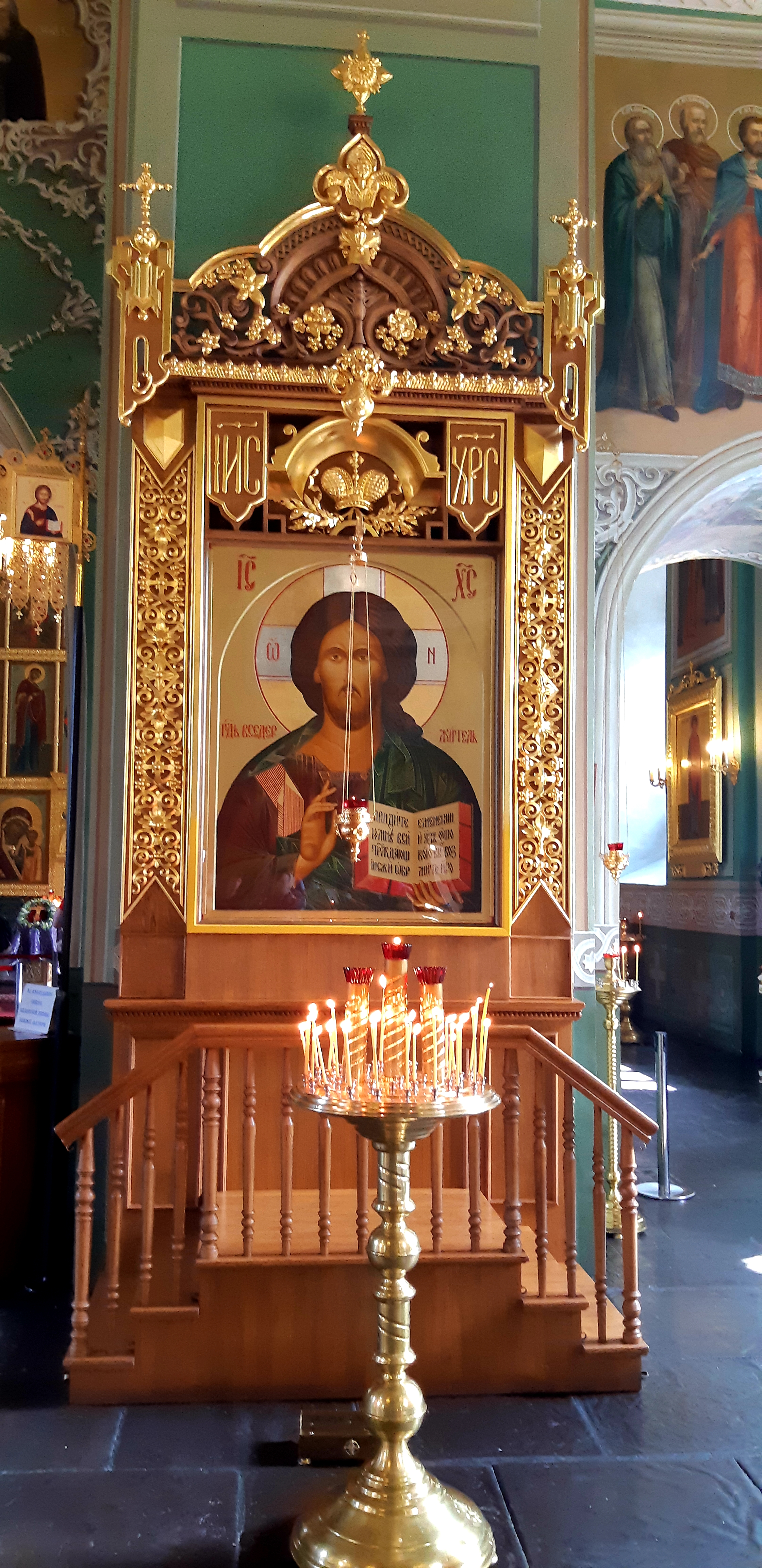
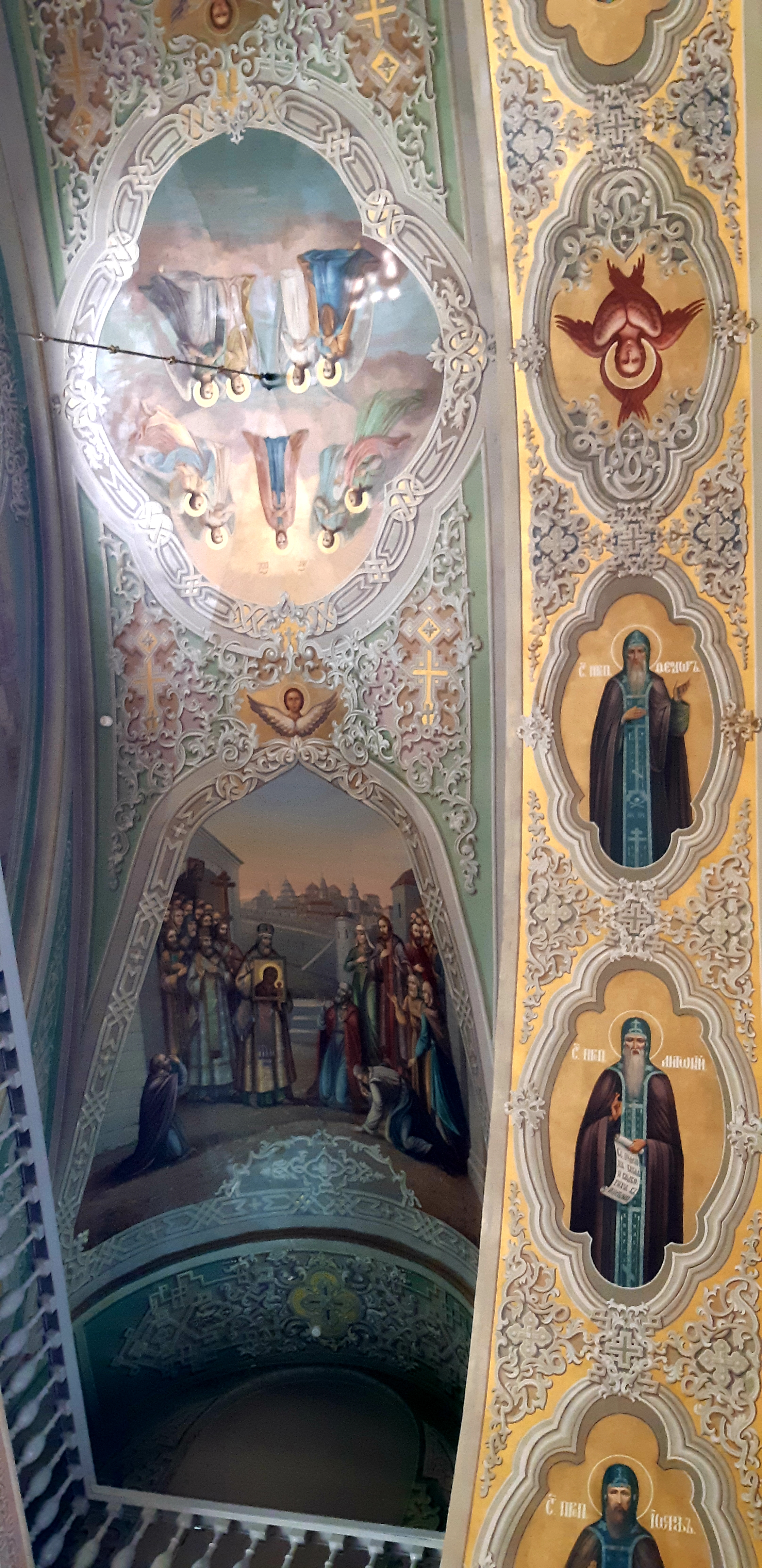

## Литература

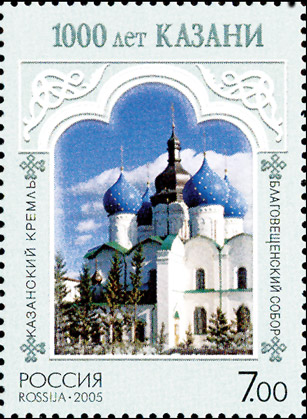
Благовещенский собор на почтовой марке России, посвящённой 1000-летию Казани